# Список умерших в 2025 году
В настоящей статье представлен список людей, соответствующих критериям значимости, которые умерли в 2025 году.
Причина смерти персоны указывается в исключительных случаях (ДТП, авиакатастрофа, самоубийство, убийство, несчастный случай, смертная казнь), в остальных случаях — не указывается.
Перенос в помесячные списки производится 7 числа каждого последующего месяца.
См. также: категорию «Умершие в 2025 году».

## Август

### 20 августа
- Гачечиладзе, Леван (61) - грузинский бизнесмен и политический деятель, депутат парламента Грузии .

### 19 августа

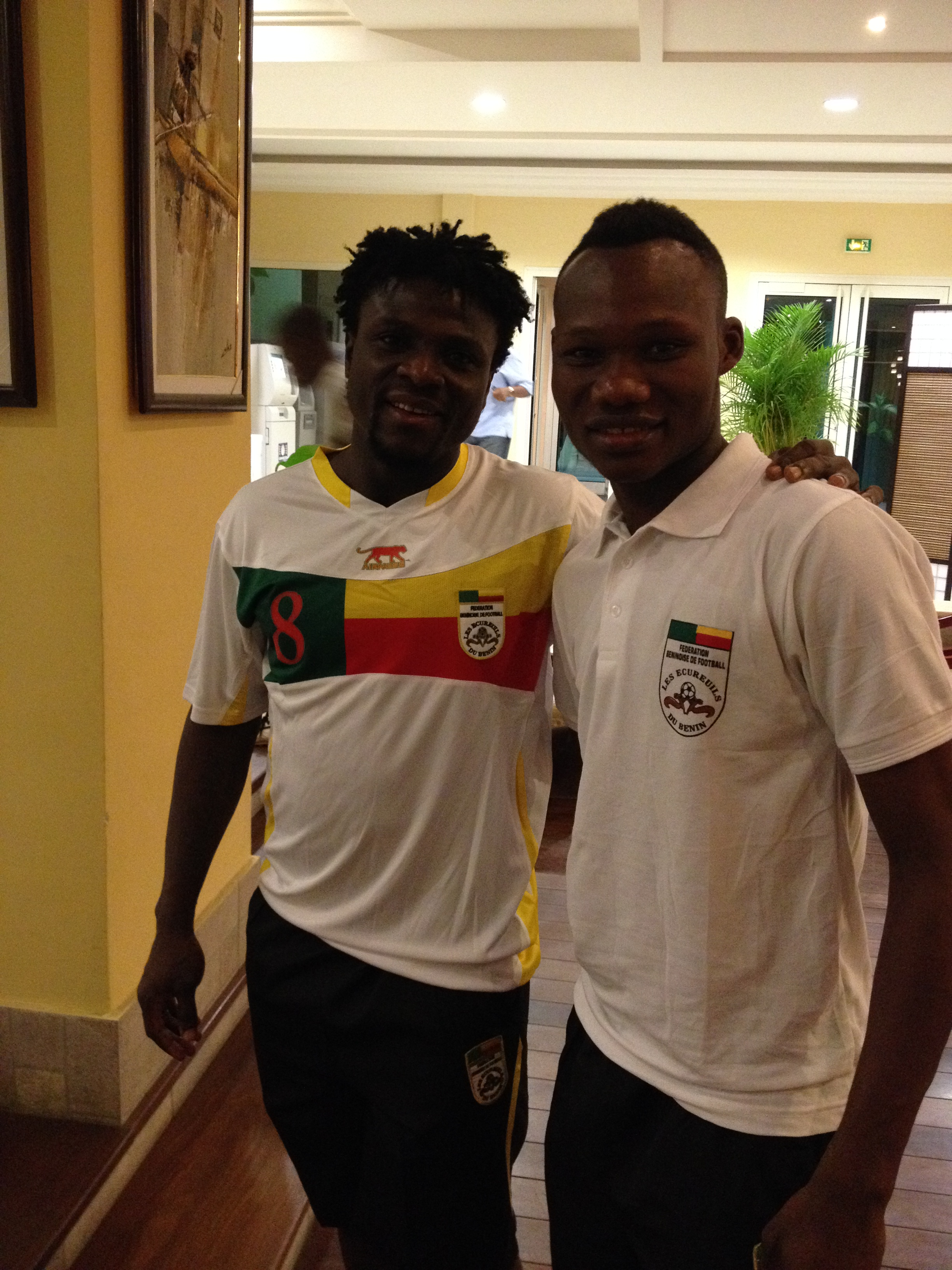
Разак Омотойосси

Константин Полозов

- Витале, Сальво[итал.] (82) — итальянский поэт и писатель .
- Есауленко, Игорь Эдуардович (69) — советский и российский физиолог, ректор ВГМУ им. Н. Н. Бурденко (с 2000) .
- Ламерс, Мартин[нидерл.] (58) — нидерландский футболист, игрок национальной сборной .
- Мамед Исмаил (85) — азербайджанский поэт .
- Овчинников, Сергей Николаевич (98) — советский государственный деятель, заместитель председателя Ярославского облисполкома (1975—1987) .
- Омотойосси, Разак (39) — бенинский футболист, игрок национальной сборной .
- Пелтонен, Эмели[фин.] (30) — финский политический деятель, депутат Эдускунты (с 2023); самоубийство .
- Полозов, Константин Александрович (59) — советский и российский хоккеист и тренер .
- Санджиев, Дмитрий Никитич (75) — советский и российский художник, академик РАХ (2007), народный художник Российской Федерации (2014) .

### 18 августа
- Маэстро, Хорхе[исп.] (73) — аргентинский писатель и сценарист .
- Медина, Рикардо[исп.] (67) — испанский журналист .
- Ндоро, Тендай (40) — зимбабвийский футболист, игрок национальной сборной .
- О’Салливан, Дерри[англ.] (81) — ирландский поэт (о смерти объявлено в этот день) .
- Падрон Моралес, Хуан[исп.] (89) — испанский футболист .
- Потдар, Ачьют[англ.] (90) — индийский актёр[1].
- Тодос, Николае[англ.] (89) — молдавский политический деятель, депутат Верховного Совета Молдавской ССР/Парламента Молдовы (1990—1993)[2].
- Трума Байель, Джозеф (71) - ганский политическмй деятель, депутат парламента Ганы .

### 17 августа

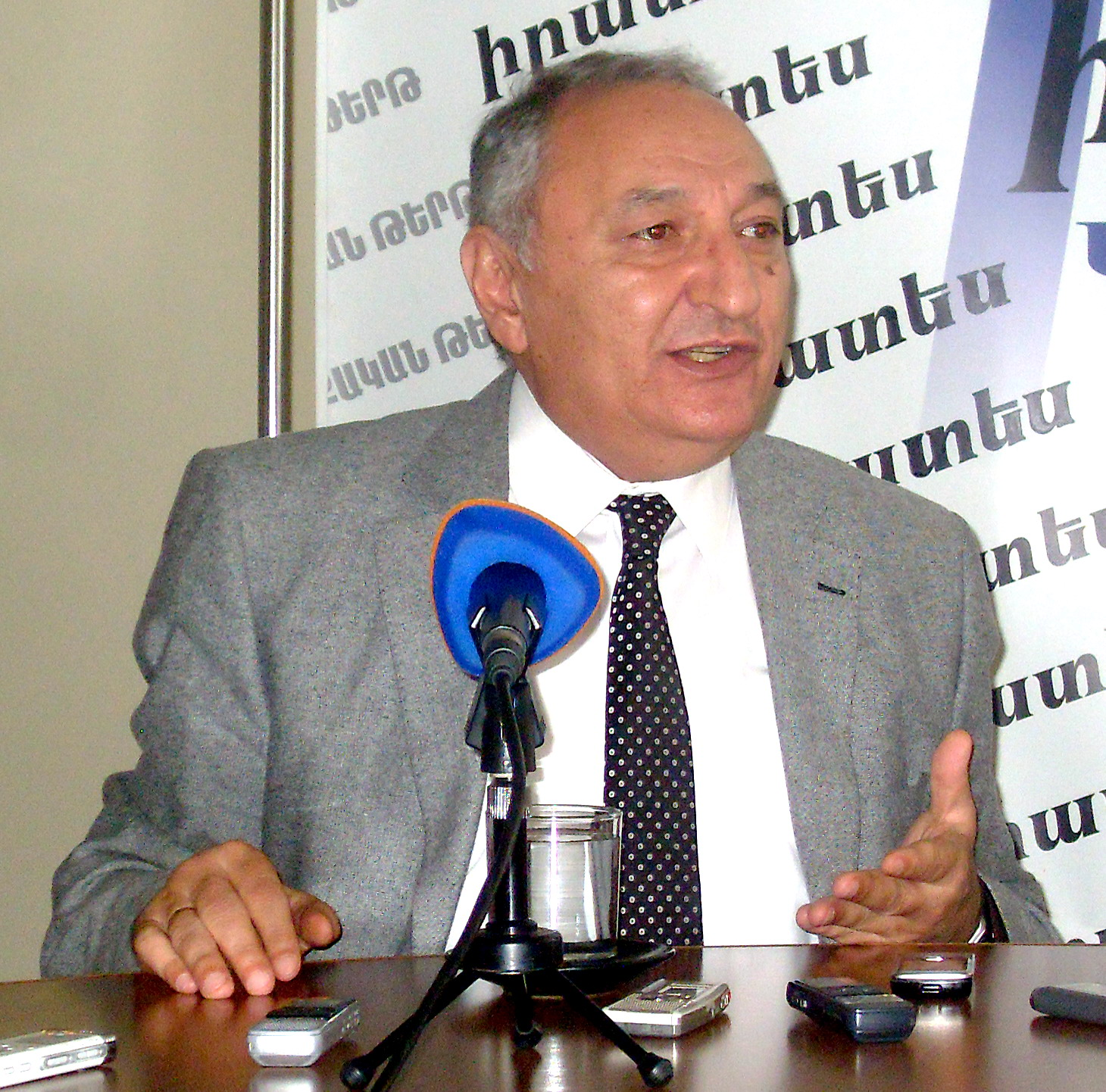
Вардан Бостанджян

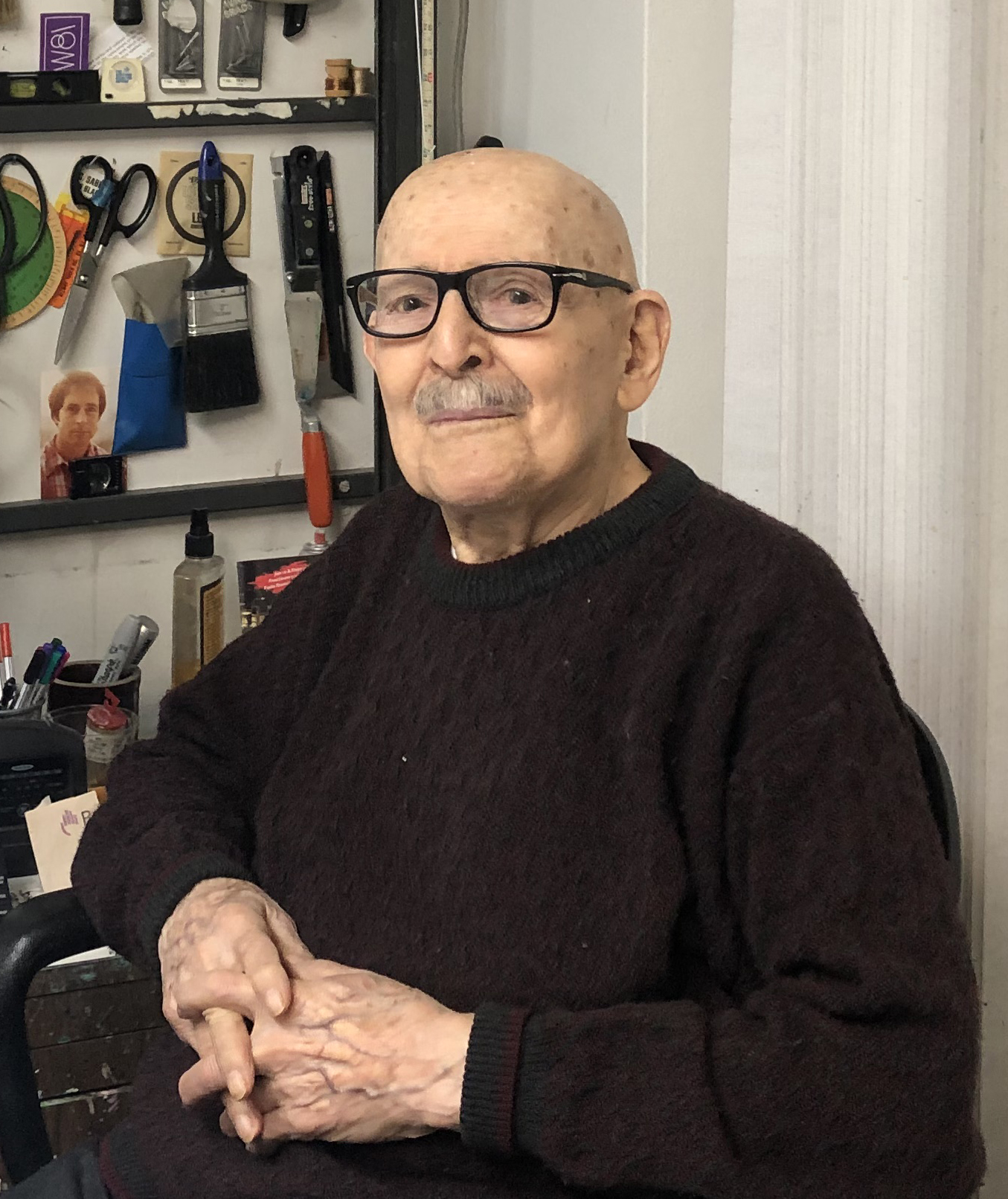
Джо Карофф

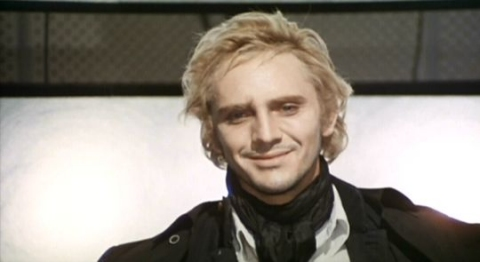
Теренс Стэмп

- Бостанджян, Вардан Бабкенович (75) — армянский экономист и политический деятель, депутат Национального собрания (2007—2018) .
- Джоаннопулос, Джон (78) — американский физик, член Национальной академии наук США (2009) .
- Кальсада, Умберто[англ.] (81) — кубинский и американский художник .
- Карофф, Джо (103) — американский графический дизайнер[3].
- Киртон, Марк[англ.] (67) — канадский хоккеист («Торонто Мейпл Лифс», «Детройт Ред Уингз», «Ванкувер Кэнакс»)[4].
- Леон, Хулио Сесар[исп.] (100) — венесуэльский велогонщик, участник Олимпийских игр (1948) .
- Мальдонадо Баррено, Виктор[исп.] (98) — эквадорский католический прелат, вспомогательный епископ Гуаякиля (1990—2003) .
- Михаэлис, Торстен[нем.] (64) — немецкий актёр[5].
- Стэмп, Теренс (87) — английский актёр .
- Халонен, Ниило[фин.] (84) — финский прыгун с трамплина, серебряный призёр Олимпийских игр (1960) .
- Хотипанич, Сават[тайск.] (93) — таиландский юрист, председатель Верховного суда (1991—1992) .
- Шельменкина, Софья Сергеевна (78) — советская и российская актриса кукольного театра, заслуженная артистка РСФСР (1979) (тело найдено в этот день) .

### 16 августа

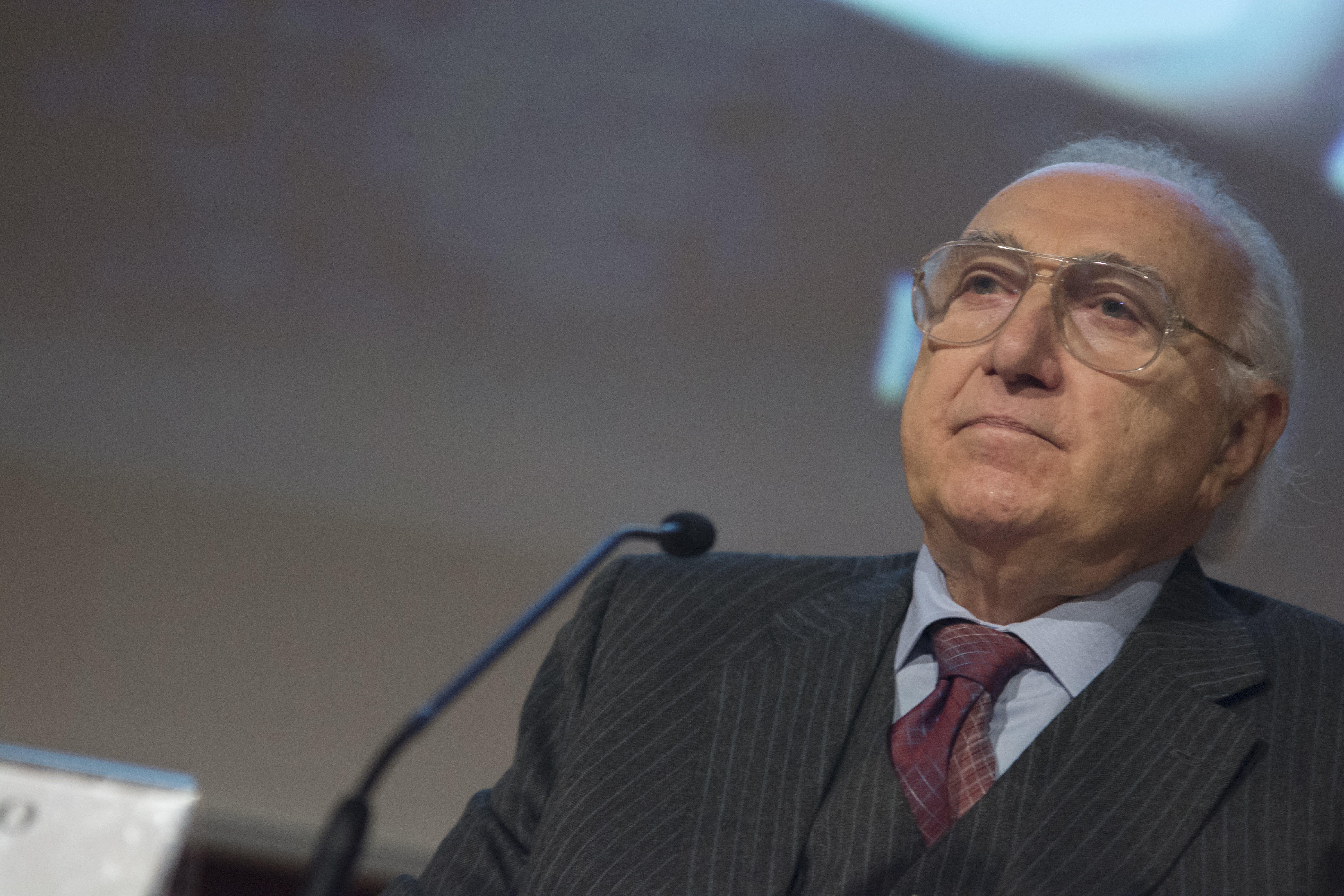
Пиппо Баудо

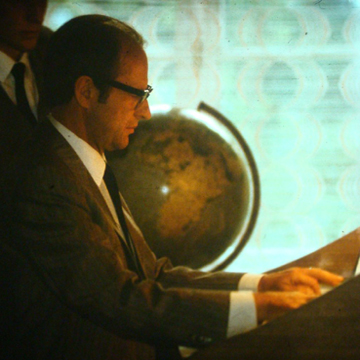
Иоахим Грубих

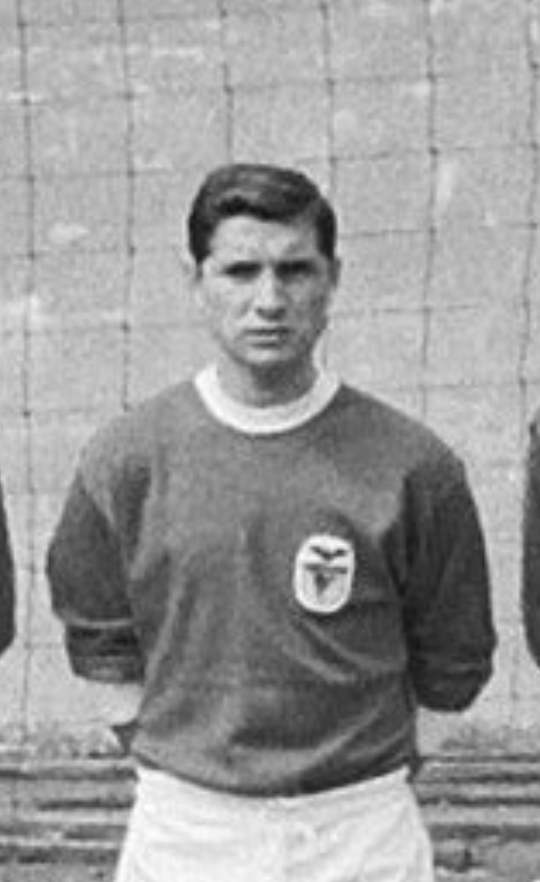
Фернанду Круш

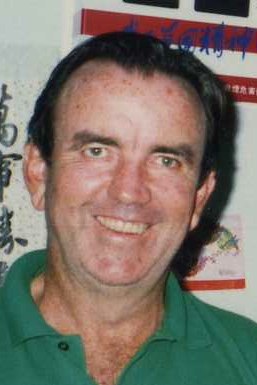
Боб Симпсон

- Бабанлы, Видади Юсиф оглы (98) — советский и азербайджанский писатель и драматург, заслуженный деятель искусств Азербайджанской ССР (1986) .
- Баудо, Пиппо (89) — итальянский теле- и радиоведущий, актёр и музыкант .
- Вайн, Берел[англ.] (91) — американский раввин и писатель .
- Грубих, Иоахим (90) — польский органист .
- Дан Тана[англ.] (90) — сербско-американский ресторатор, актёр и футбольный администратор .
- Джонс, Ларри (82) — американский баскетболист .
- Котиев, Георгий Олегович (57) — российский учёный в области проектирования колёсных и гусеничных машин, член-корреспондент РАН (2025) .
- Крукшенк, Джон (105) — шотландский банкир и офицер Королевских военно-воздушных сил, последний на момент смерти кавалер креста Виктории за героизм во время Второй мировой войны (о смерти объявлено в этот день) .
- Круш, Фернанду (85) — португальский футболист, игрок национальной сборной, бронзовый призёр чемпионата мира (1966) .
- Панайотов, Минчо[болг.] (80) — болгарский художник .
- Пашков, Юрий Федорович (93) — советский передовик производства, Герой Социалистического Труда (1984)[6].
- Рокотова, Тамара Григорьевна (91) — советская и российская артистка цирка, заслуженная артистка РСФСР .
- Сани Сами, Мохаммед[англ.] (81) — нигерийский политический деятель, губернатор штата Баучи (1984—1985) .
- Симпсон, Боб (89) — австралийский крикетист, игрок и тренер национальной сборной .
- Тилински, Ришар[фр.] (87) — французский футболист .

### 15 августа

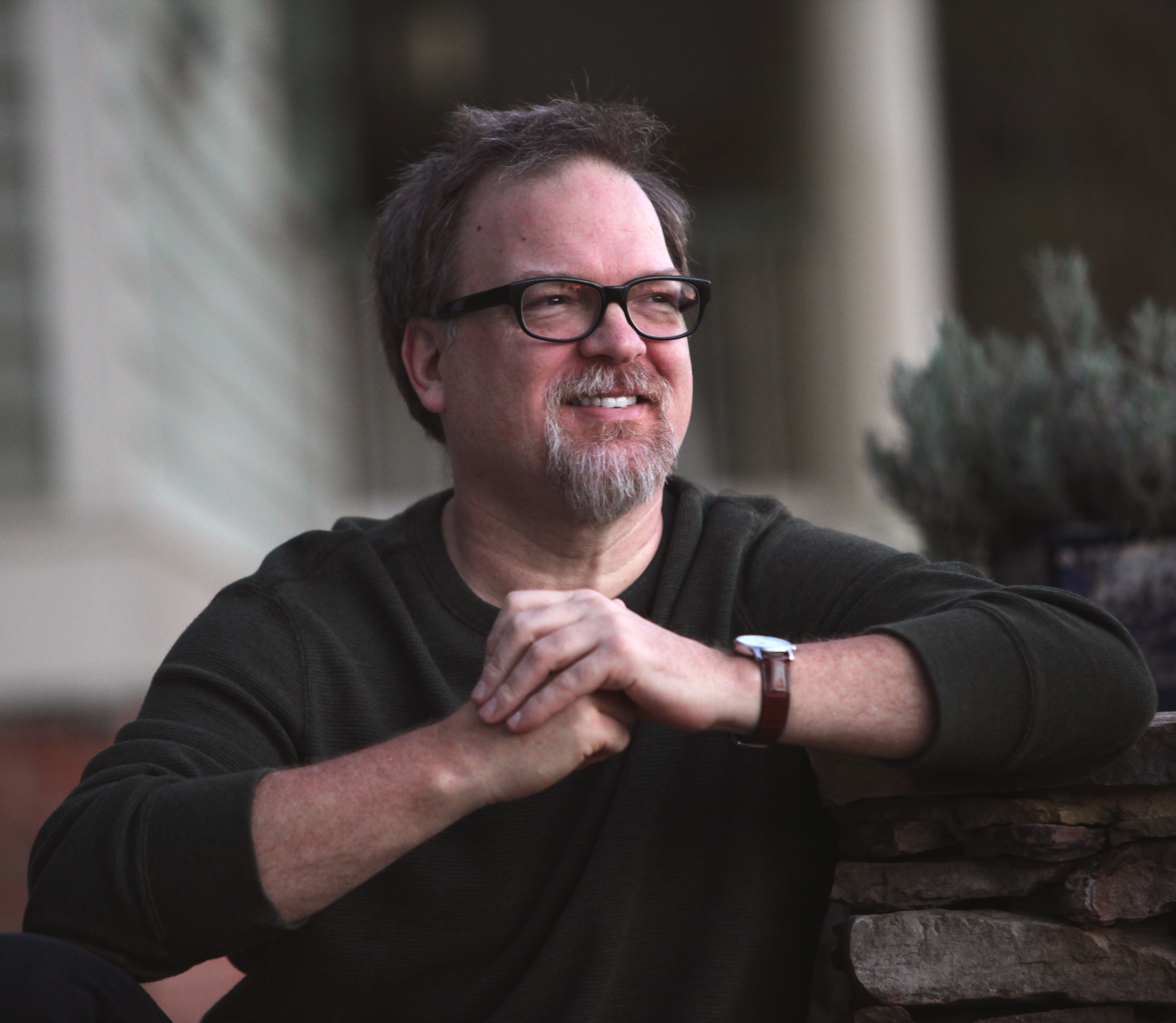
Грег Айлс

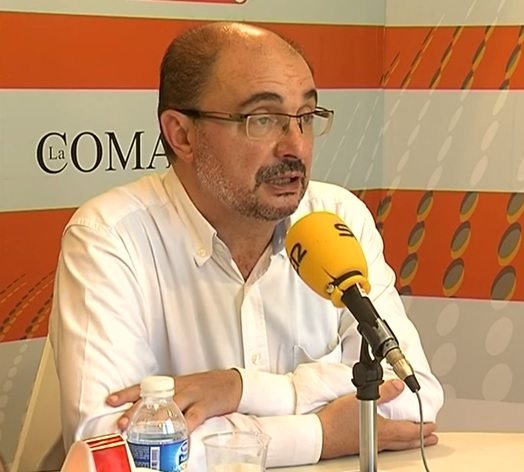
Хавьер Ламбан

- Айлс, Грег (65) — американский писатель .
- Беньямини, Мирьям[ивр.] (85) — израильский астролог .
- Ганесан, Ла[англ.] (80) — индийский политический деятель, член Раджья сабхи (2016—2018), губернатор Манипура (2021—2023) и Нагаленда (с 2023)[7].
- Киркоров, Вреж Гургенович (82) — советский и российский боксёр, заслуженный тренер РСФСР .
- Крушельницкая, Мария Тарасовна (90) — советская и украинская пианистка, народная артистка Украины (2005) .
- Ламбан, Хавьер (67) — испанский политический деятель, президент правительства Арагона (2015—2023), сенатор (2023—2025) .
- Ратватте, Рохват (57) — шри-ланкийский политический деятель, депутат Парламента (2010—2024), министр по делам драгоценных камней и ювелирных изделий (2020—2021) .
- Роджерс, Тристан[англ.] (79) — австралийский актёр[8].
- Ю Гун Чон, Тимофей[кор.] (62) — южнокорейский католический прелат, вспомогательный епископ Сеула (с 2013) .

### 14 августа

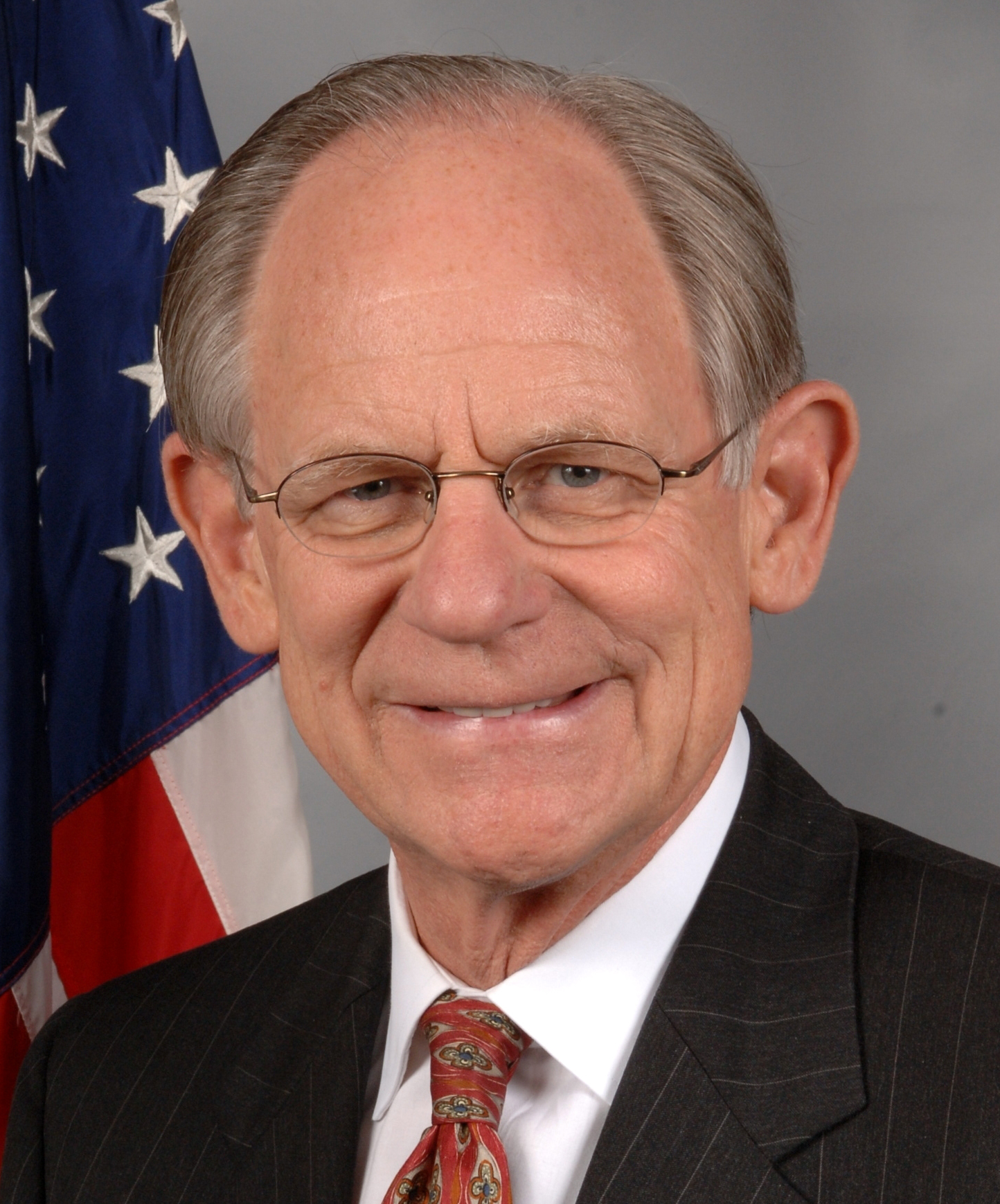
Майкл Касл

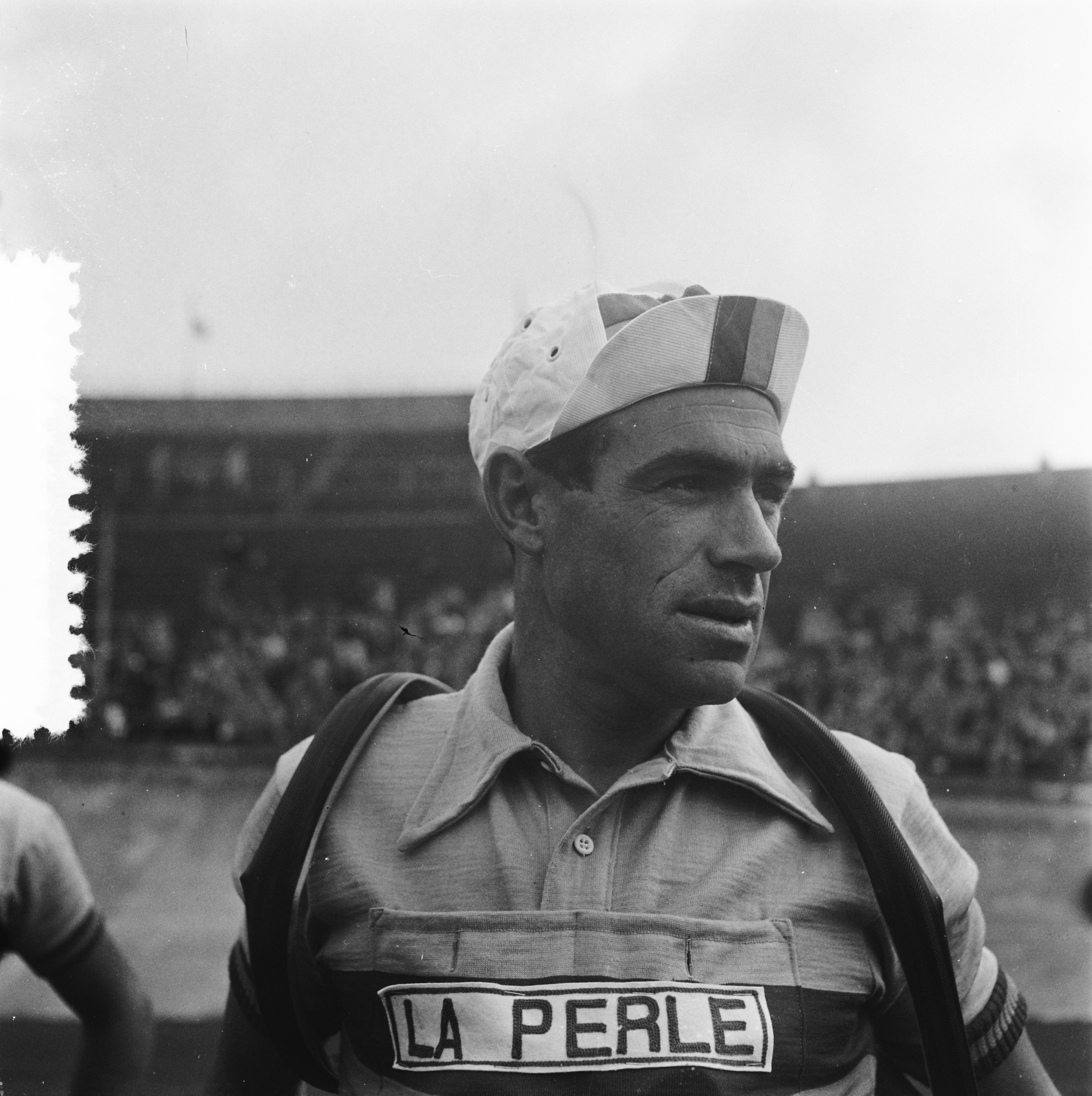
Бернардо Руис

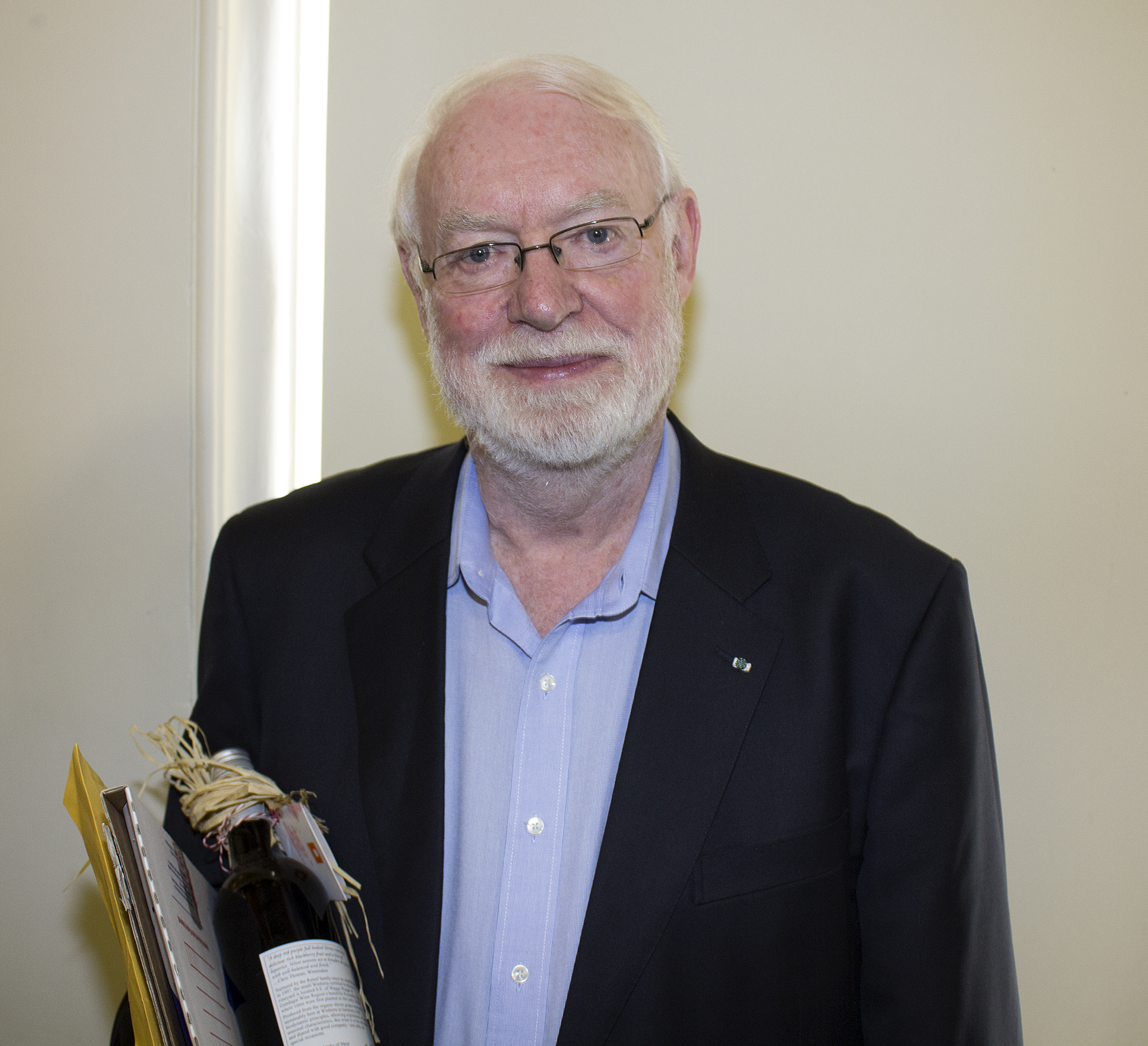
Дэвид Стрэттон

- Валь, Матс (80) — шведский писатель .
- Даникеев, Оскен (90) — киргизский писатель .
- Джонстон, Сэмми[англ.] (58) — шотландский футболист и футбольный тренер .
- Касл, Майкл Ньюболд (86) — американский политический и государственный деятель, губернатор Делавэра (1985—1992), член Палаты представителей (1993—2011) .
- Клейнман, Гидеон[ивр.] (69/70) — израильский футболист .
- Крастиньш, Янис (82) — латвийский архитектор, действительный член АН Латвии (1994) .
- Паэс, Весе[англ.] (80) — индийский хоккеист на траве, призёр Олимпийских игр (1972) .
- Руис, Бернардо (100) — испанский велогонщик .
- Стрэттон, Дэвид (85) — англо-австралийский кинокритик, историк кино, телеведущий и педагог .
- Шустов, Владимир Ефремович (78) — советский и казахстанский актёр (о смерти сообщено в этот день) .
- Эльзевьер, Ингеборг[нидерл.] (89) — нидерландская актриса .

### 13 августа

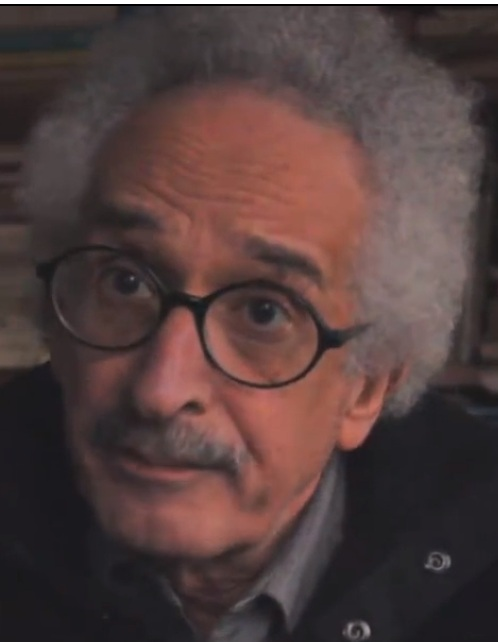
Соналлах Ибрахим

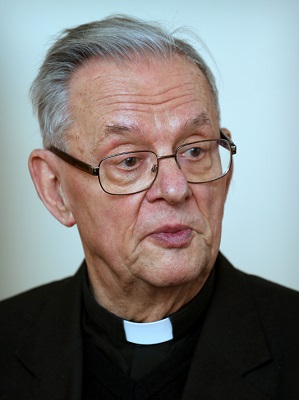
Силард Керестеш

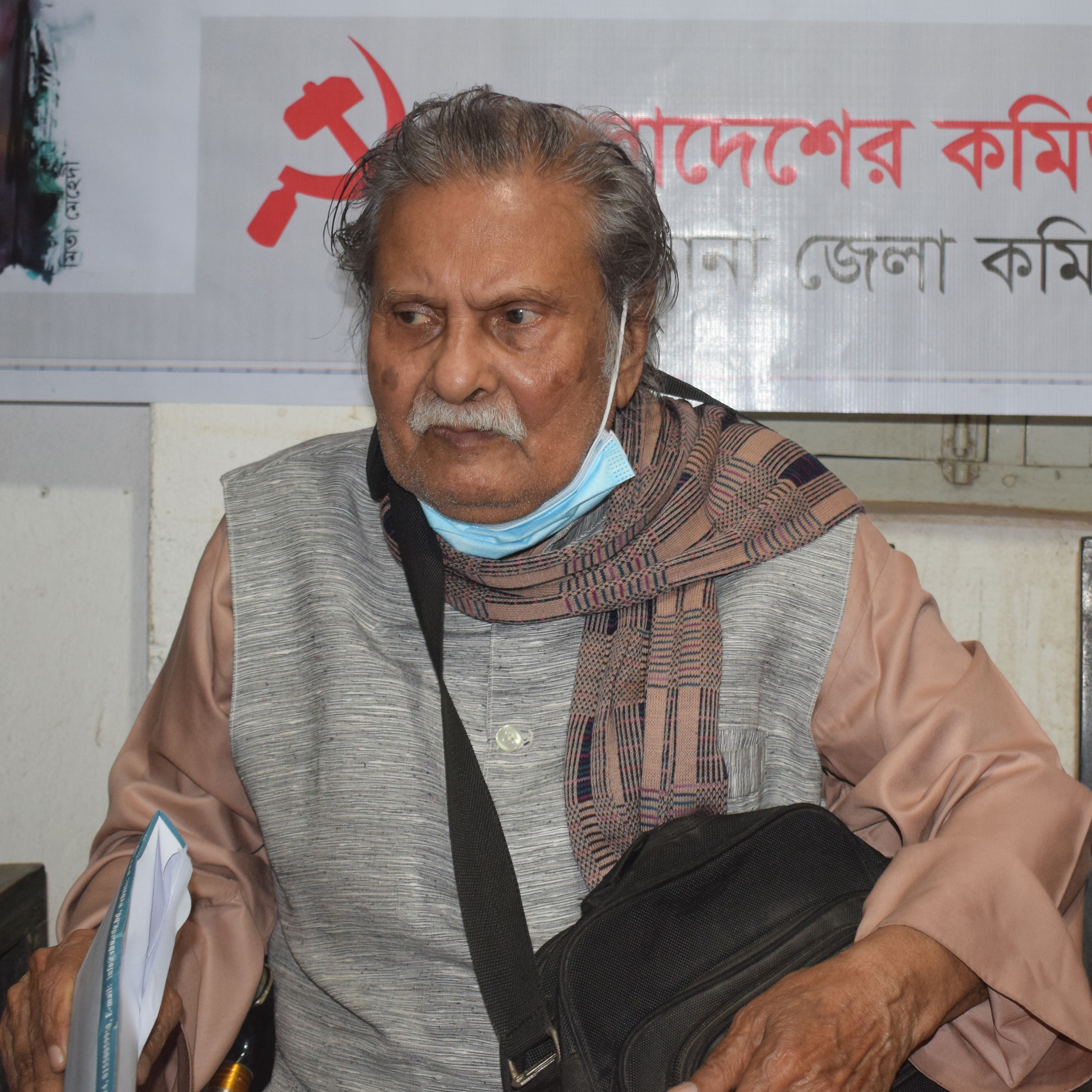
Джатин Саркар

- Адамишин, Анатолий Леонидович (90) — советский и российский дипломат и политик, посол в Италии (1990—1992) и в Великобритании (1994—1997), министр по делам СНГ (1997—1998) .
- Бессонов, Алексей Васильевич (63) — советский и российский футболист, тренер .
- Велинг, Карс[нидерл.] (77) — нидерландский политический деятель и философ, сенатор (1991—2002), депутат Палаты представителей (2002) .
- Гарсия Фернандес, Сиприано[нем.] (93) — испанский католический прелат, епископ Кафайяте (1991—2007) .
- Гордезиани, Рисмаг Вениаминович (85) — советский и грузинский филолог-эллинист, академик НАН Грузии (2013) .
- Зайцев, Владимир Николаевич (77) — советский сотрудник органов госбезопасности .
- Ибрахим, Соналлах (88) — египетский писатель .
- Керестеш, Силард (93) — венгерский католический прелат, епископ Хайдудорога (1988—2007) .
- Марин Рите, Хосе Антонио[исп.] (84) — испанский политический и государственный деятель, мэр Уэльвы (1979—1988), сенатор (1986—1988, 1994—1996) .
- Низен, Йоп[нидерл.] (89) — нидерландский футболист, спортивный журналист и радиоведущий .
- Пётр (Стасюк) (82) — австралийский прелат УГКЦ, иерарх Епархии Святых Петра и Павла в Мельбурне (1992—2020) .
- Сакураи, Томо (53) — японская певица и сэйю .
- Саркар, Джатин (88) — бангладешский писатель и педагог .
- Таранухо, Григорий Иванович (91) — советский и белорусский селекционер растений, член-корреспондент НАН Беларуси (2003) .
- Фернандеш, Эмануэл Жардим[порт.] (81) — португальский политический деятель, депутат Европейского парламента (2004—2009) .
- Фолдс, Джефф (85) — английский снукерист (о смерти объявлено в этот день) .

### 12 августа

Ксения Александрова

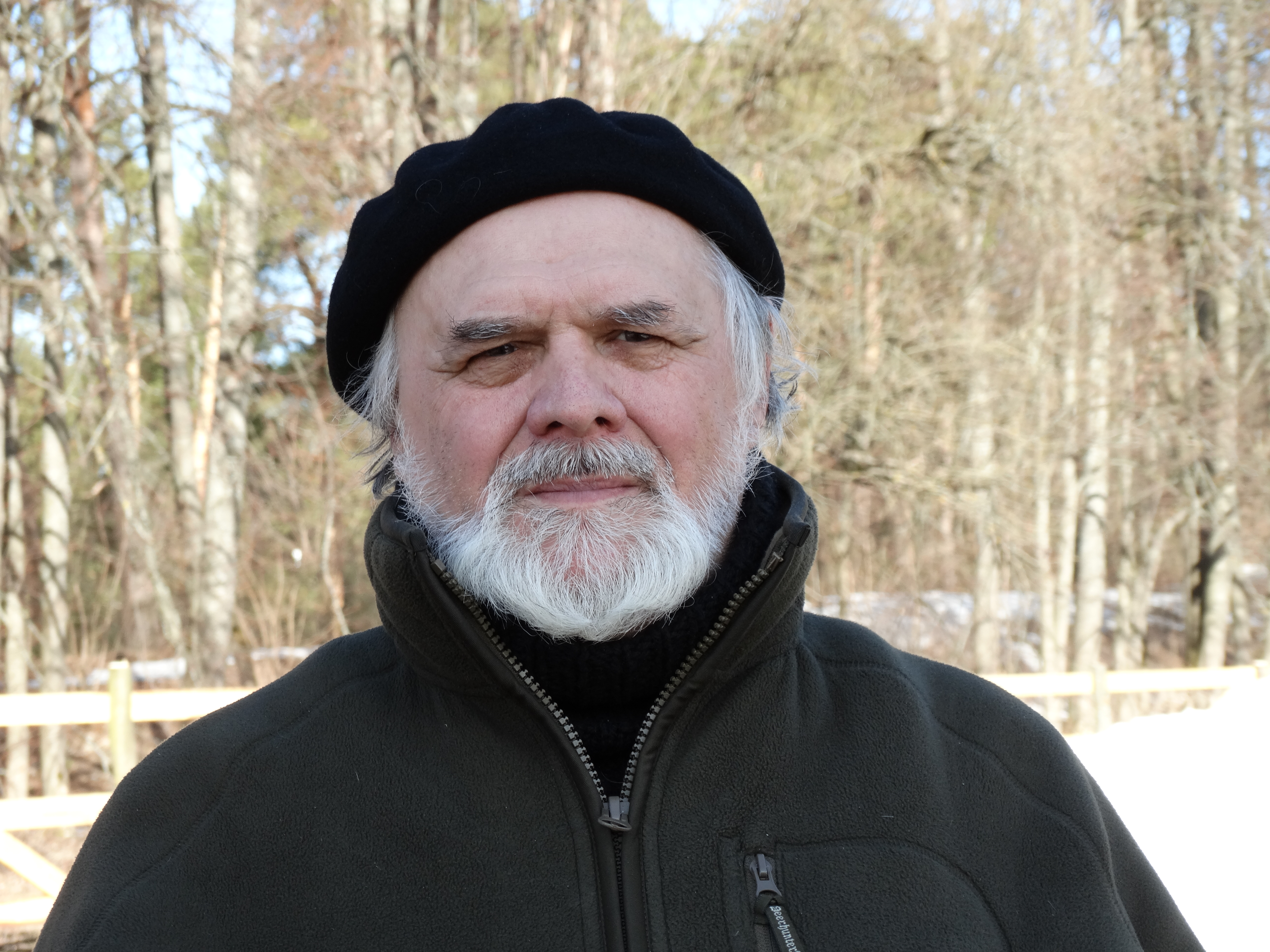
Анатолий Каледин

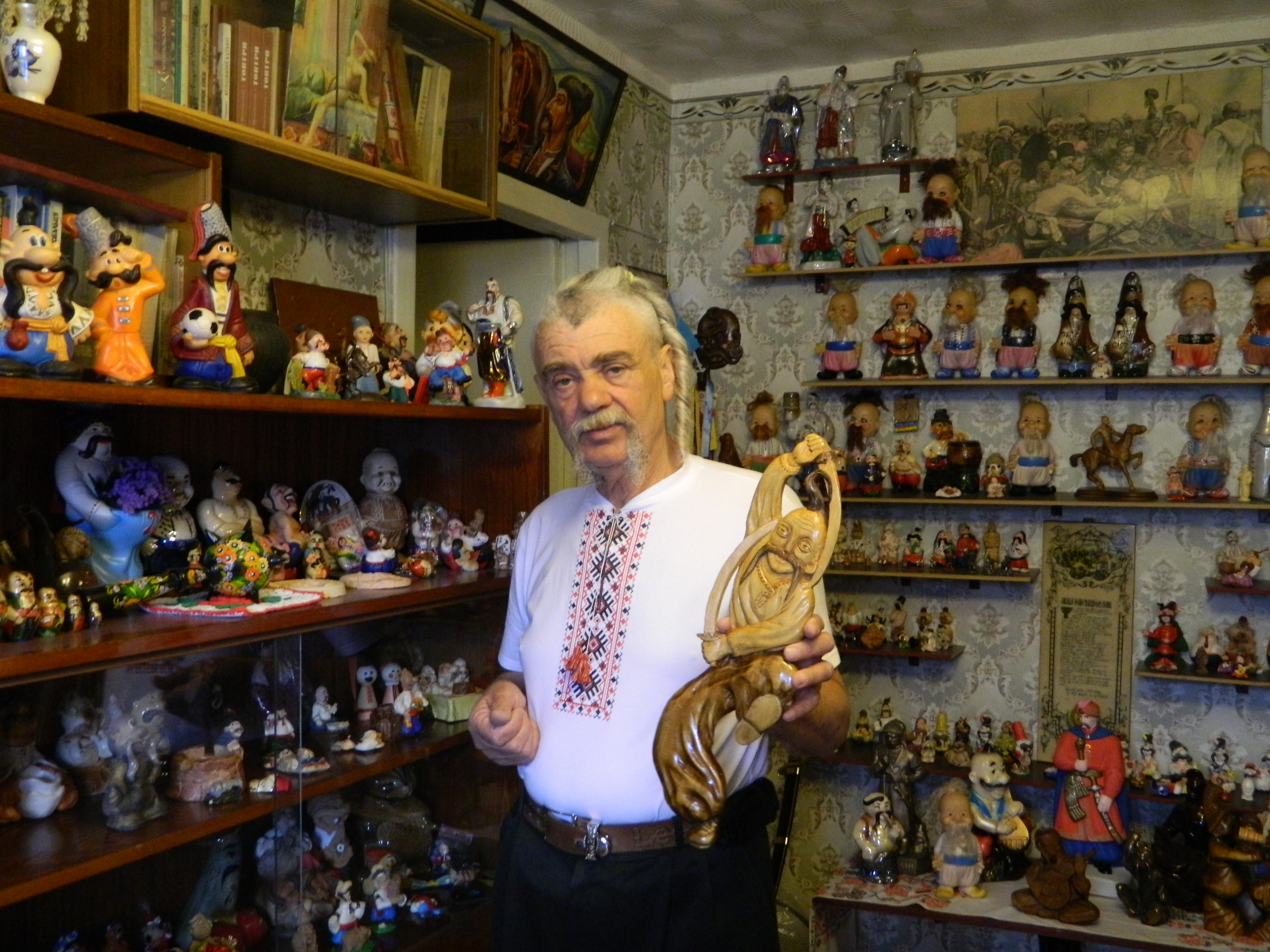
Борис Ковтонюк

- Александрова, Ксения Сергеевна (30)[значимость?] — российская фотомодель, участница конкурса «Мисс Вселенная 2017»; последствия ДТП .
- Аль-Мосейхи, Али эль-Сайед Али[араб.] (76) — египетский политический деятель, министр социальной защиты (2005—2011) .
- Драме, Тьебиль[англ.] (70) — малийский политический деятель, министр иностранных дел (1991—1992, 2019—2020) .
- Иса Конде, Антонио[англ.] (85) — доминиканский политический деятель, министр энергетики (2015—2020) .
- Каледин, Анатолий Петрович (76) — советский и российский охотовед, заслуженный эколог Российской Федерации (1999) .
- Кирабо Кацюира, Айза[англ.] (61) — руандийская политическая деятельница, мэр Кигали (2006—2011) .
- Ковтонюк, Борис Мусеевич (83) — украинский журналист и писатель .
- Первик, Айно Иосеповна (93) — советская и эстонская писательница, поэтесса и переводчица .
- Созонов, Виталий Константинович (86) — советский и российский хозяйственный и политический деятель, полный кавалер ордена Трудовой Славы, депутат Верховного Совета СССР (1979—1984) .
- Харви, Барбара (97) — британский историк-медиевист .

### 11 августа

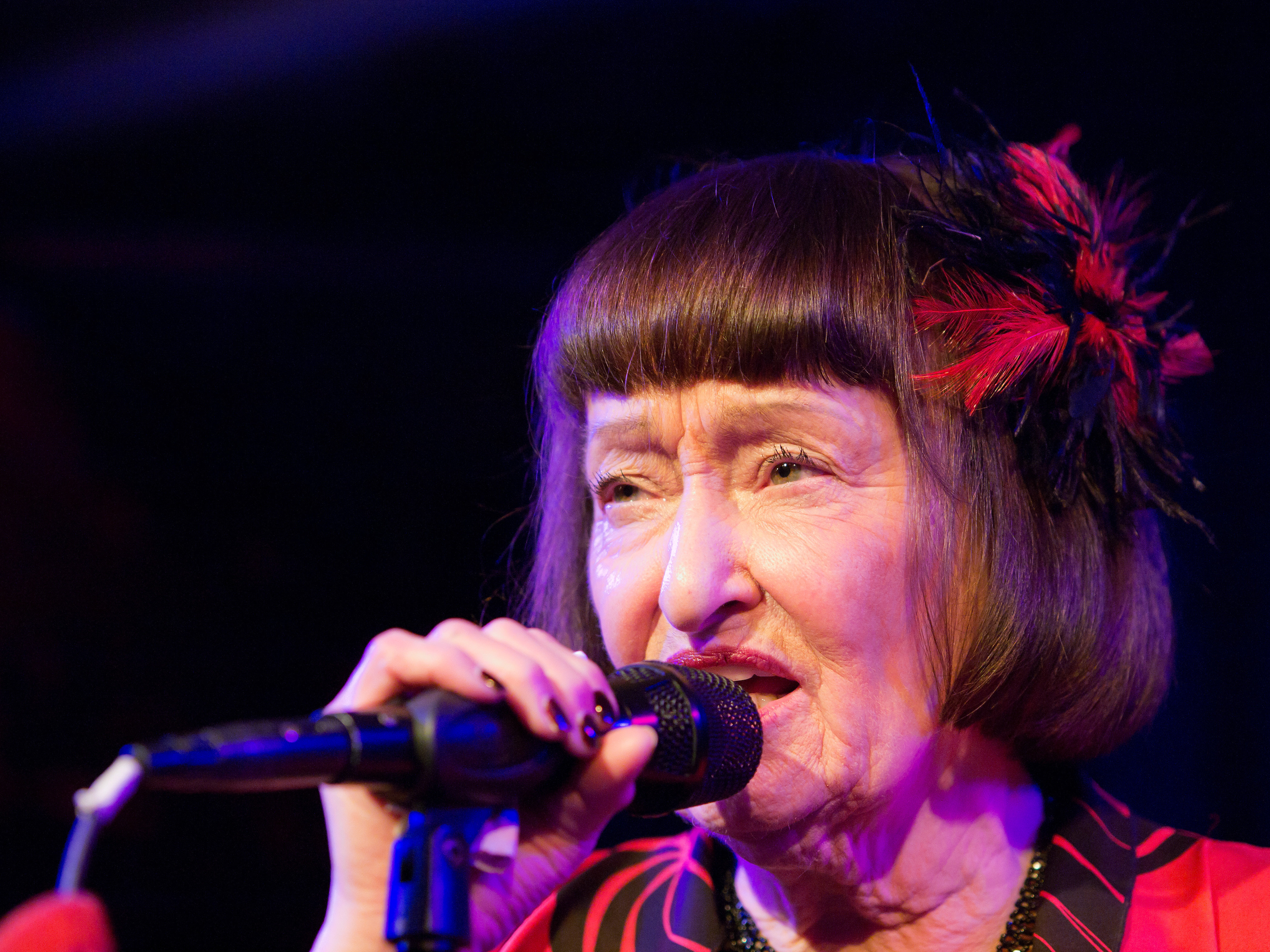
Шила Джордан

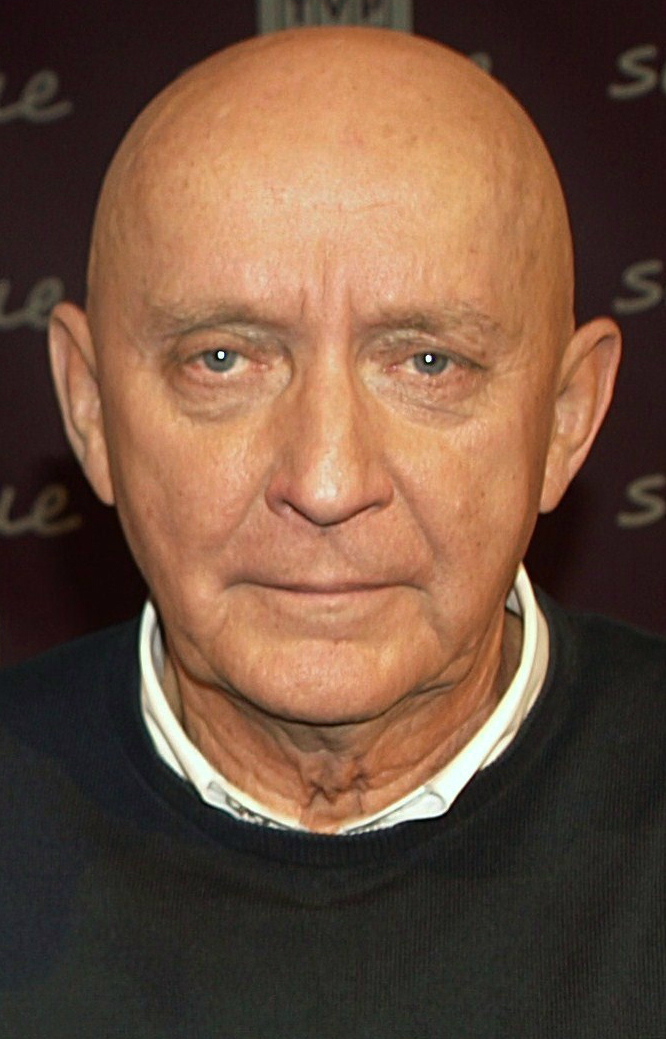
Ежи Дзевульский

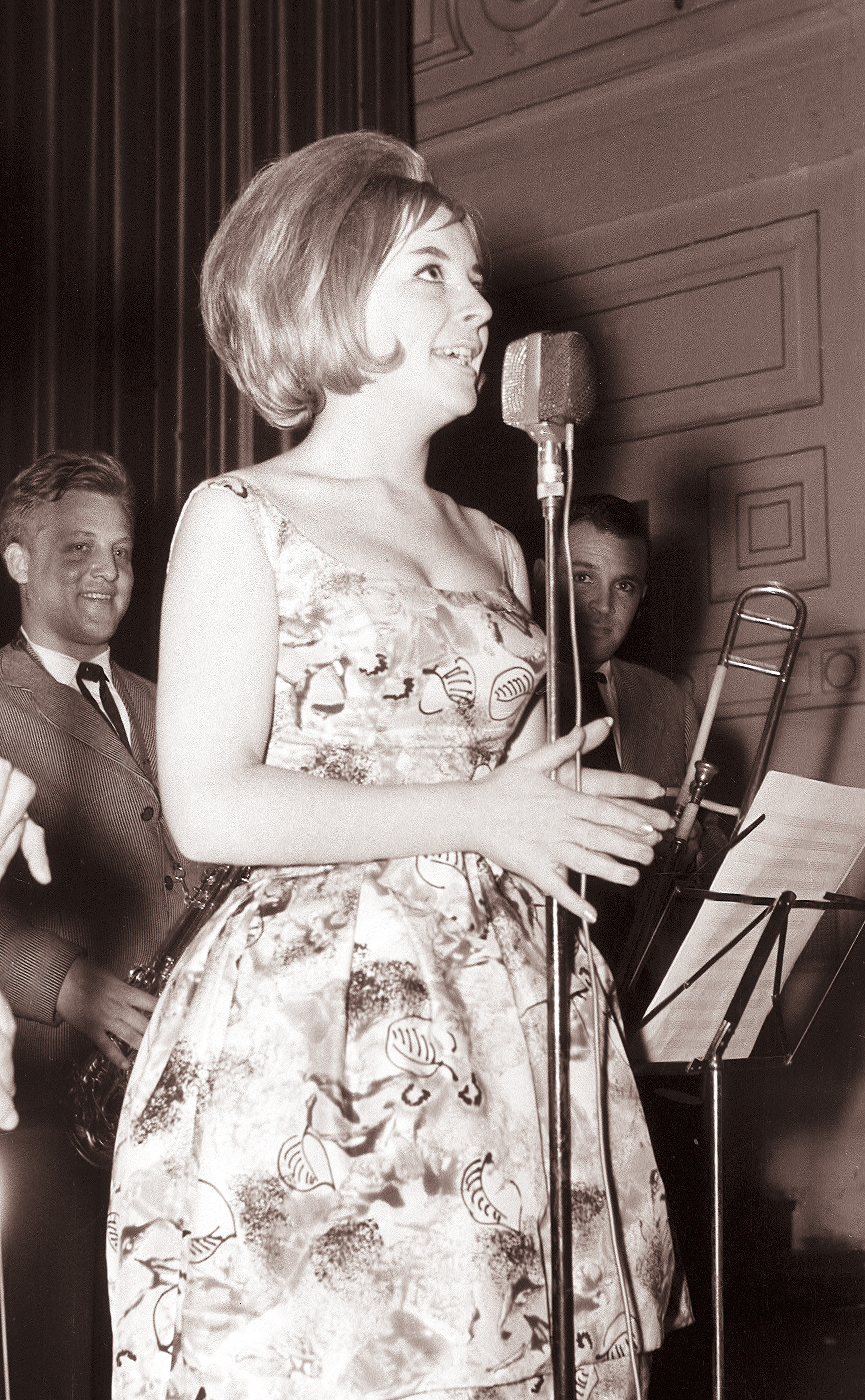
Габи Новак

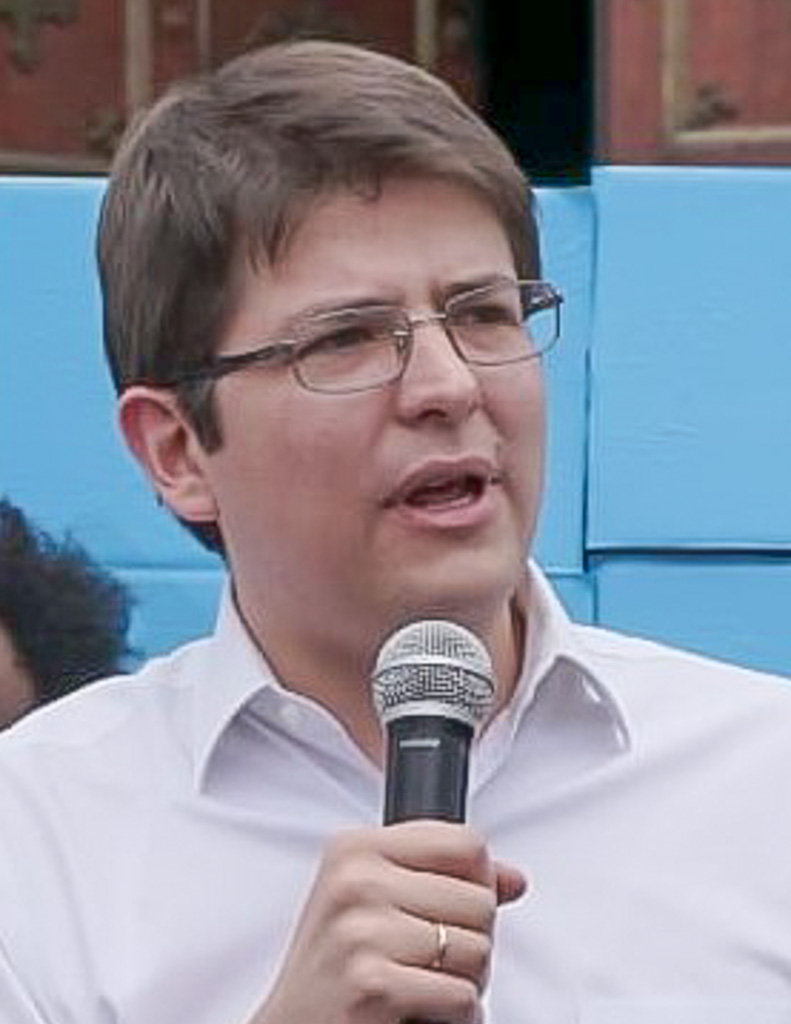
Мигель Урибе Турбай

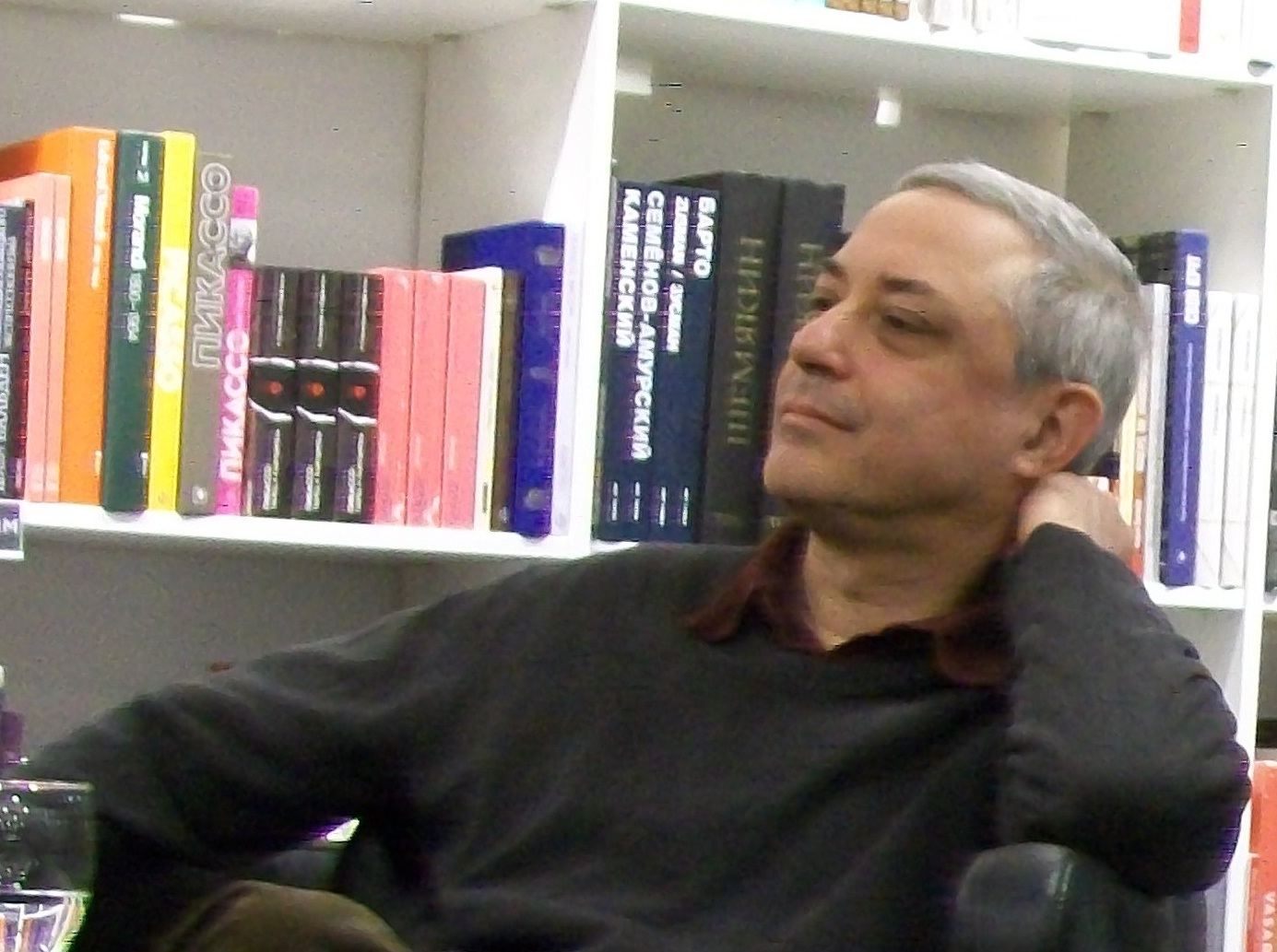
Евгений Чижов

- Гасналь, Клод[фр.] (76) — французский баскетболист .
- Горина, Людмила Васильевна (92) — советский и российский историк-славист, специалист по истории Болгарии, заслуженный профессор МГУ (2000) .
- Джордан, Шила (96) — американская певица .
- Дзевульский, Ежи (81) — польский полицейский и политик, депутат Сейма (1991—2005) .
- Капоста, Бенё (83) — венгерский футболист, олимпийский чемпион (1964) .
- Лазази, Сид Али[англ.] (67) — алжирский футболист .
- Лиходумов, Дмитрий Анатольевич (51) — российский профессиональный кикбоксёр и тренер, бронзовый призёр чемпионата Европы (2000), чемпион мира среди профессионалов (2002)[9].
- Новак, Габи (89) — хорватская поп- и джаз-певица .
- Окурут, Мэри Карооро[англ.] (70) — угандийская политическая деятельница, депутат Парламента (2004—2021), министр по гендерным и социальным вопросам (2012—2015).
- Осмонов, Сатылган (87) — советский и киргизский композитор, народный артист Кыргызской Республики (2019) .
- Тотмянин, Николай Анатольевич (66) — советский и российский альпинист .
- Урибе Турбай, Мигель (39) — колумбийский политический деятель, сенатор (с 2022); последствия огнестрельного ранения .
- Хувала, Соломон[англ.] (89) — намибийский военный деятель, командующий вооружёнными силами (2000—2006).
- Чижов, Евгений Львович (58) — русский писатель, переводчик и журналист; несчастный случай .

### 10 августа

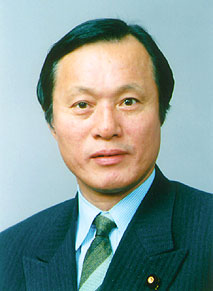
Кунисигэ Камамото

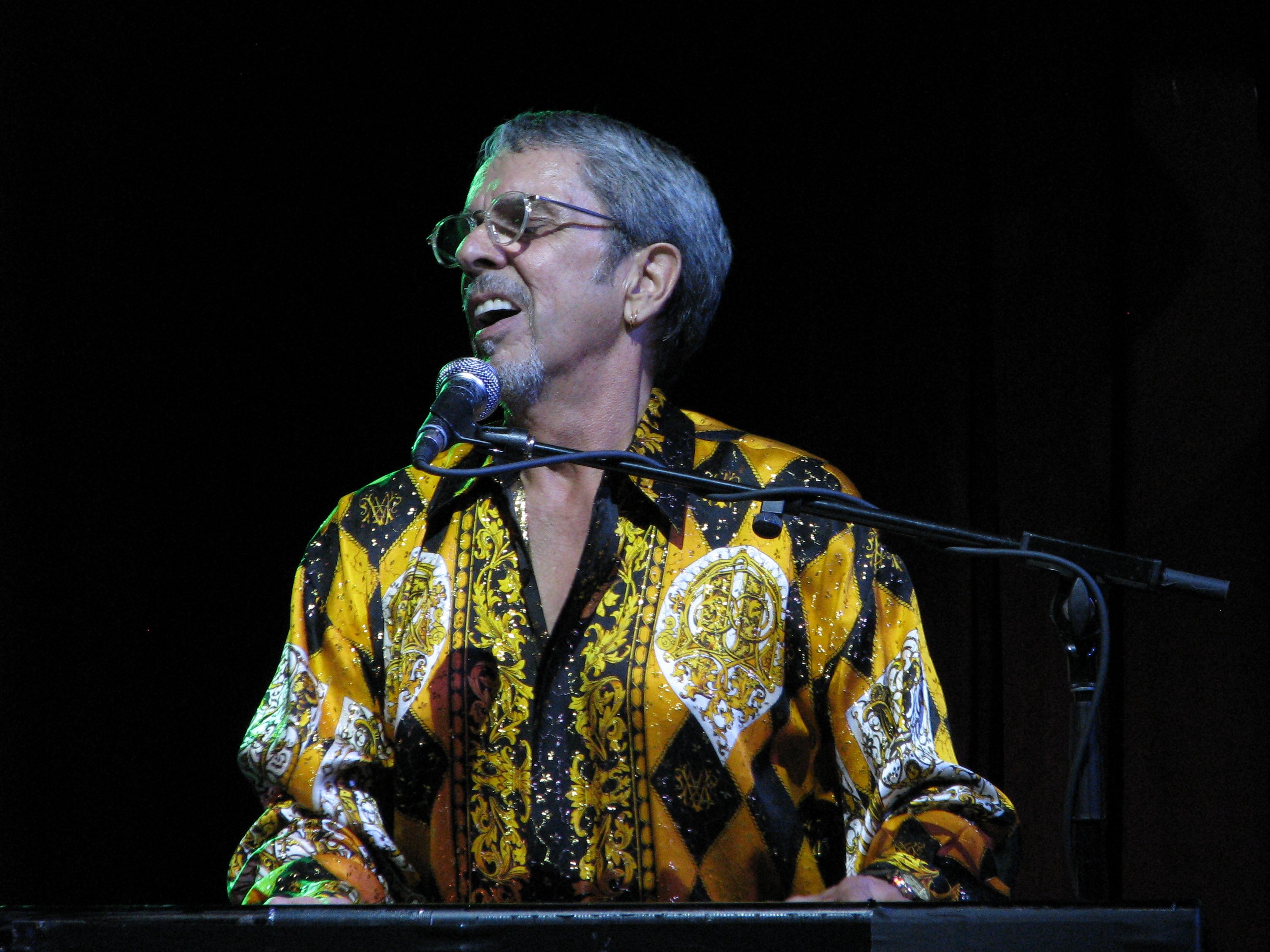
Бобби Уитлок

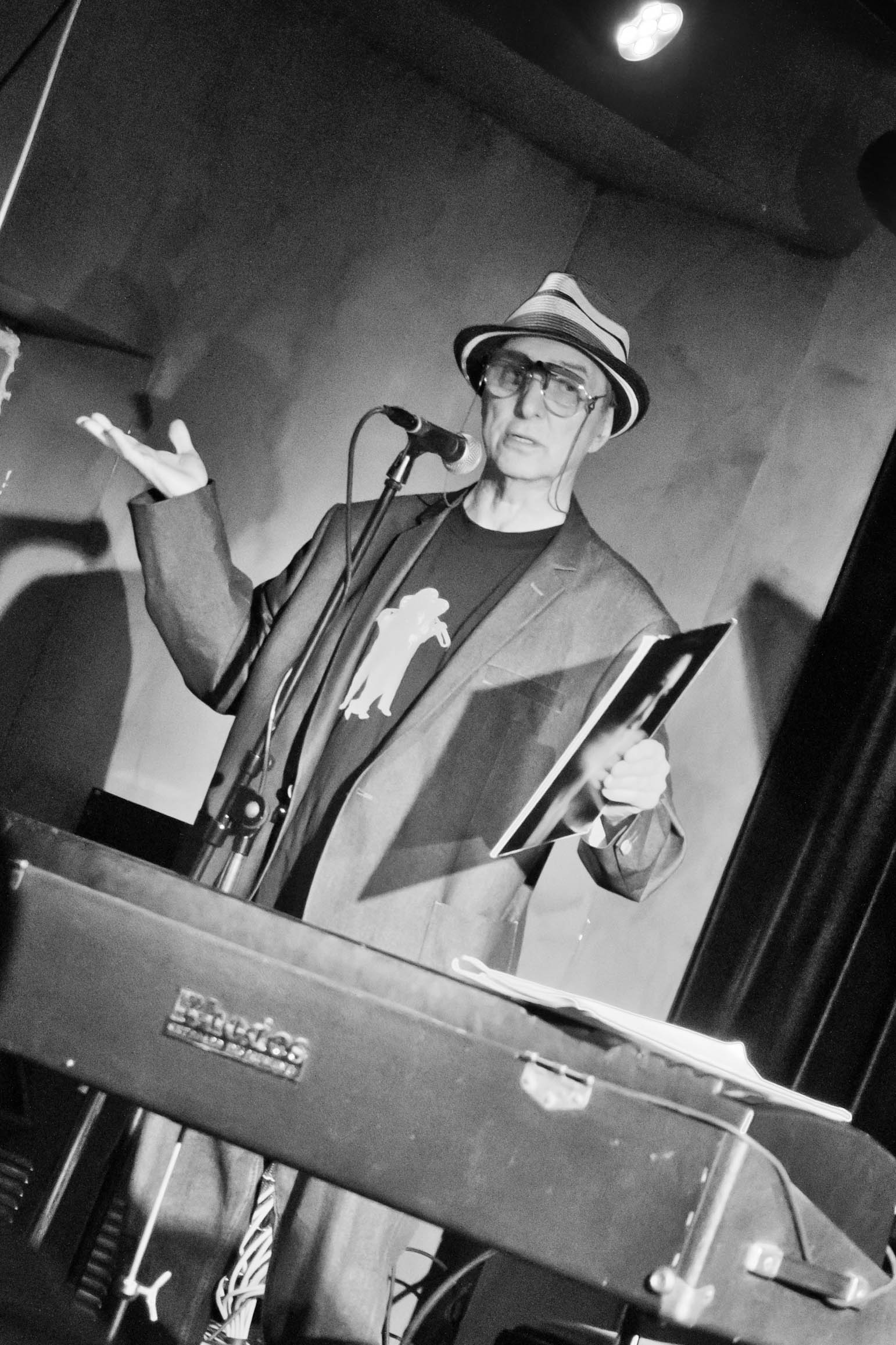
Дмитрий Ухов

- Аш-Шариф, Анас (28) — палестинский журналист; авиаудар[10].
- Барзель, Амнон[ивр.] (90) — израильский художественный критик .
- Голушко, Николай Михайлович (88) — деятель органов государственной безопасности СССР, Украины и России, председатель КГБ Украинской ССР (1987—1991), и. о. председателя Службы безопасности Украины (1991), и. о. министра безопасности Российской Федерации (1993), директор Федеральной службы контрразведки Российской Федерации (1993—1994), генерал-полковник (1992) .
- Камамото, Кунисигэ (81) — японский футболист, бронзовый призёр Олимпийских игр (1968) .
- Пинхаси, Полетт (97) — израильская военнослужащая, первая и единственная женщина-боец в истории элитного морского спецназа Шайетет-13 (о смерти стало известно в этот день) .
- Прокубовский, Владимир Ильич (95) — советский и российский эндоваскулярный хирург, заслуженный деятель науки Российской Федерации (1997) .
- Уитлок, Бобби (77) — американский певец, музыкант и композитор, один из основателей и участников группы «Derek and the Dominos» .
- Урнов, Андрей Юрьевич (87) — советский и российский дипломат и государственный деятель, посол в Намибии (1990—1994) и Армении (1994—1998) .
- Ухов, Дмитрий Петрович (79) — советский и российский музыкальный журналист и критик, специалист в области джаза .
- Червенякова, Татяна[болг.] (71) — болгарский врач и педагог .

### 9 августа

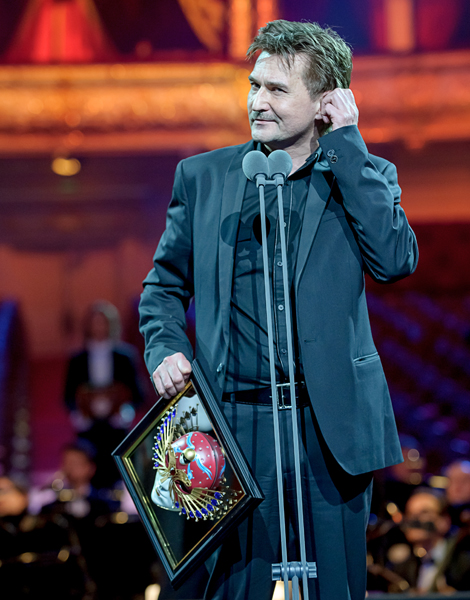
Юрий Бутусов

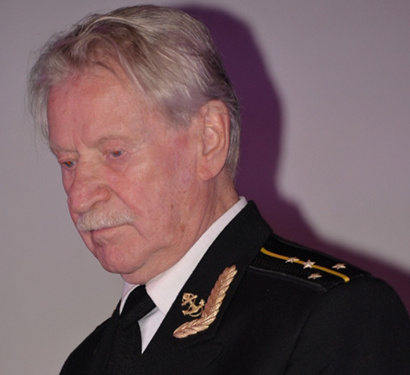
Иван Краско

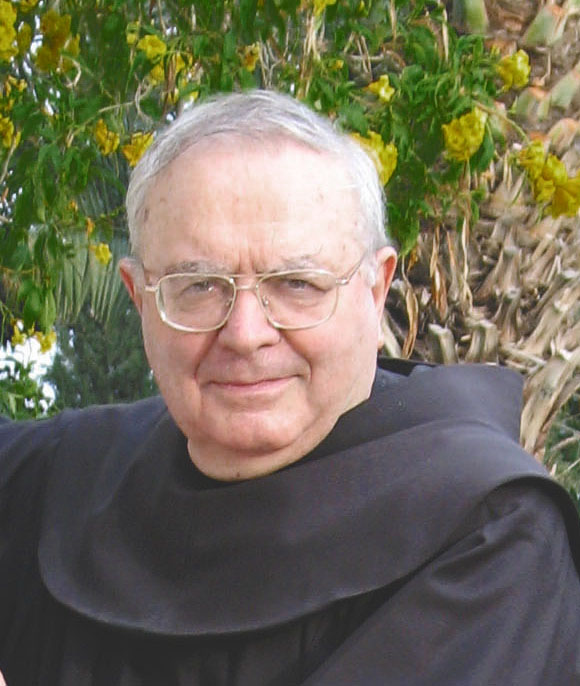
Станислао Лоффреда

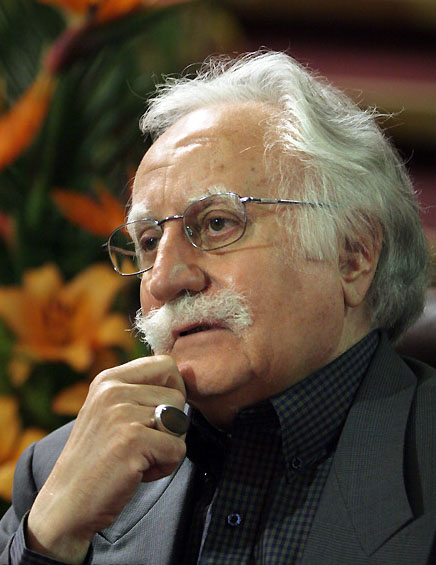
Махмуд Фаршчиян

- Бакай, Александр Степанович (86) — советский и украинский физик-теоретик, академик НАН Украины (2009) .
- Бутусов, Юрий Николаевич (63) — российский театральный режиссёр; несчастный случай .
- Краско, Иван Иванович (94) — советский и российский актёр, народный артист Российской Федерации (1992) .
- Лоффреда, Станислао (93) — итальянский монах-францисканец, археолог, эксперт по палестинской керамике и библеист .
- Паллас, Теодорос[англ.] (75) — греческий футболист, игрок национальной сборной .
- Фаршчиян, Махмуд (95) — иранский художник .
- Чжу Лян[кит.] (101) — китайский партийный и политический деятель, начальник департамента ЦК КПК по иностранным делам (1985—1993) .

### 8 августа

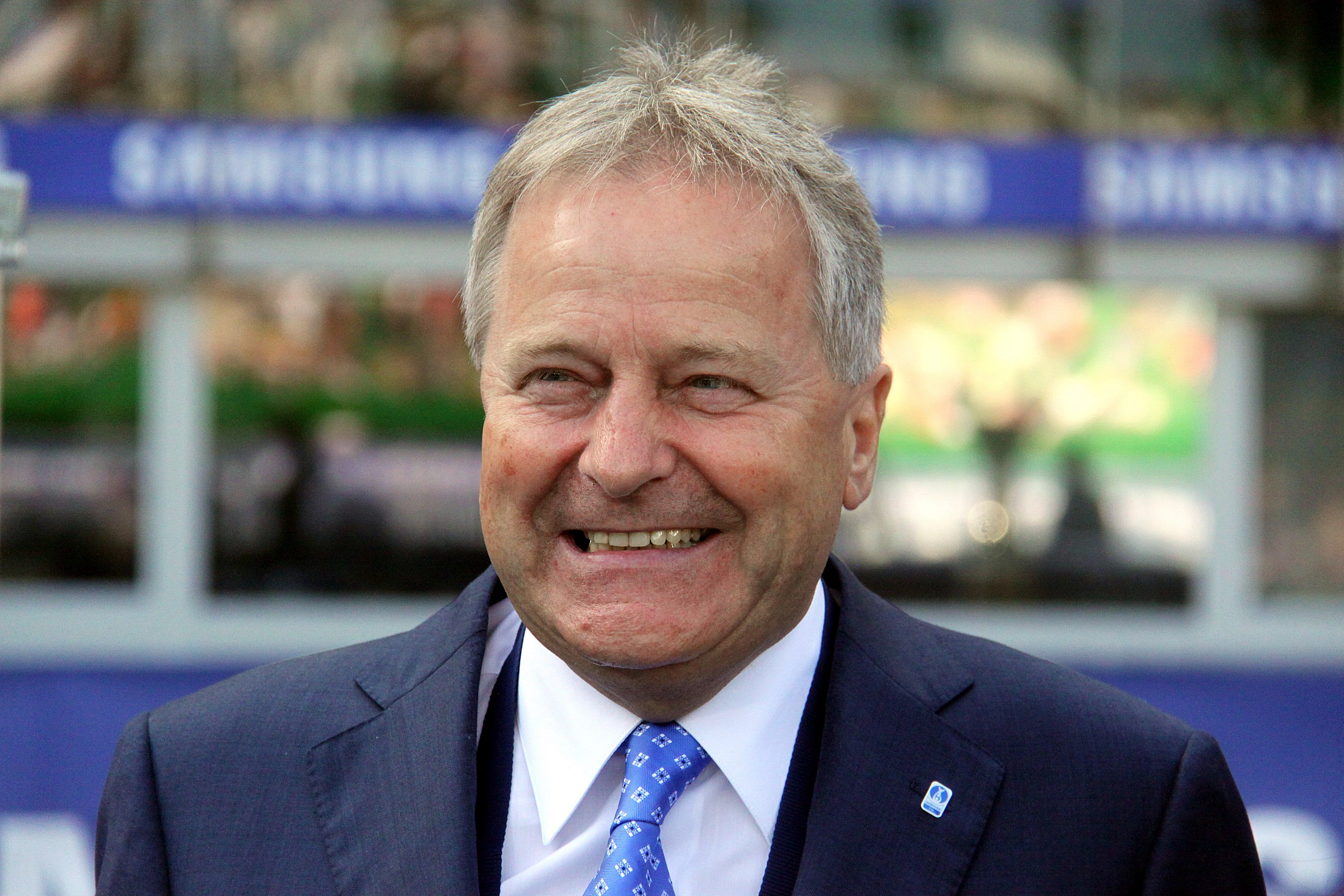
Лео Виндтнер

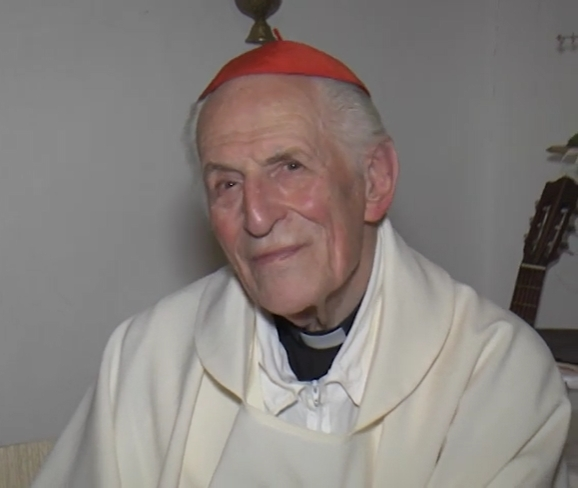
Эстанислао Эстебан Карлич

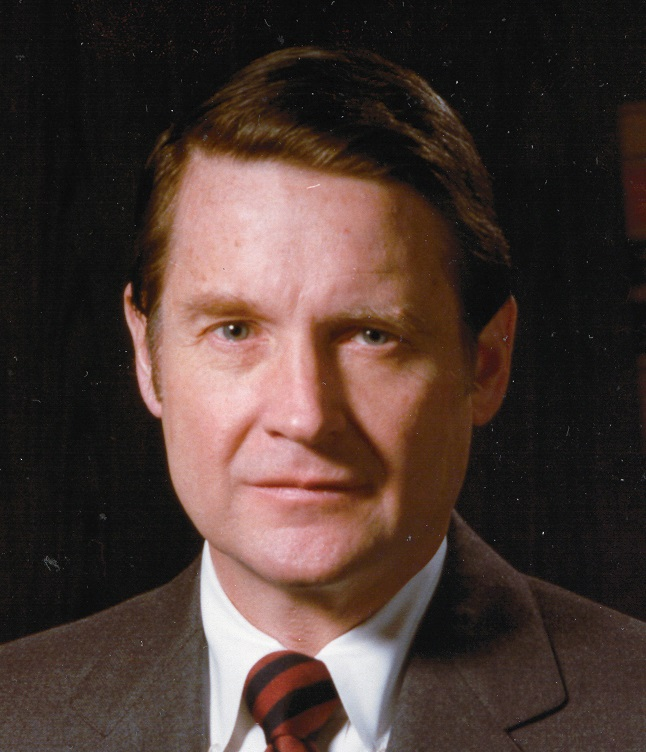
Уильям Уэбстер

- Виндтнер, Лео (74) — австрийский футбольный тренер и спортивный функционер, президент Австрийского футбольного союза (2009—2021) .
- Карлич, Эстанислао Эстебан (99) — аргентинский кардинал, архиепископ Параны (1986—2003) .
- Круз, Арлинду[англ.] (66) — бразильский музыкант в стилях самба и пагоди[англ.] .
- Риера Наварро, Хулиан[исп.] (84) — испанский футболист .
- Торрес, Феликс[англ.] (93) — пуэрто-риканский бейсболист .
- Уэбстер, Уильям (101) — американский государственный деятель, директор ФБР (1978—1987) и ЦРУ (1987—1991) .
- Хеннесси, Терри (82) — валлийский футболист и футбольный тренер, игрок национальной сборной .

### 7 августа

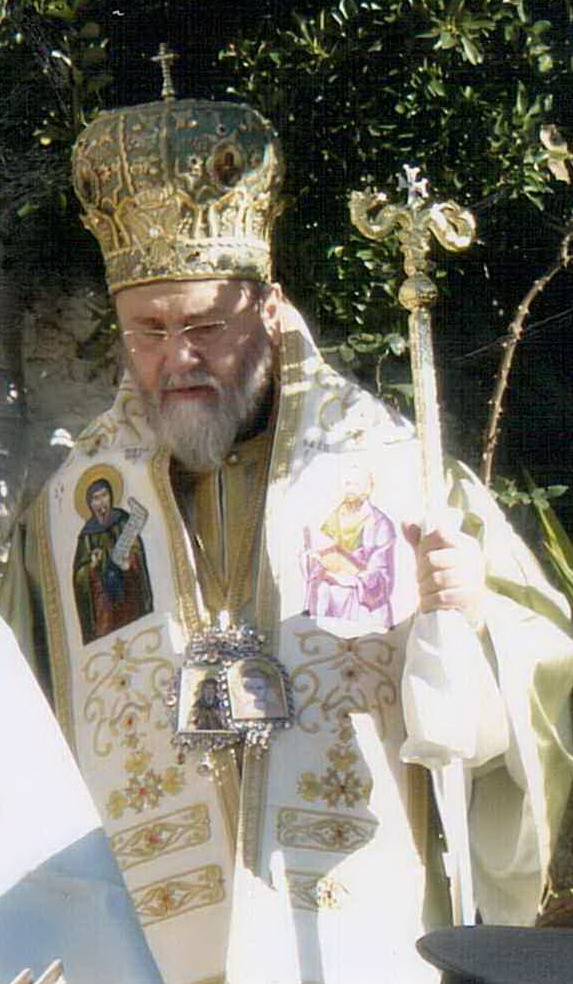
Митрополит Дионисий

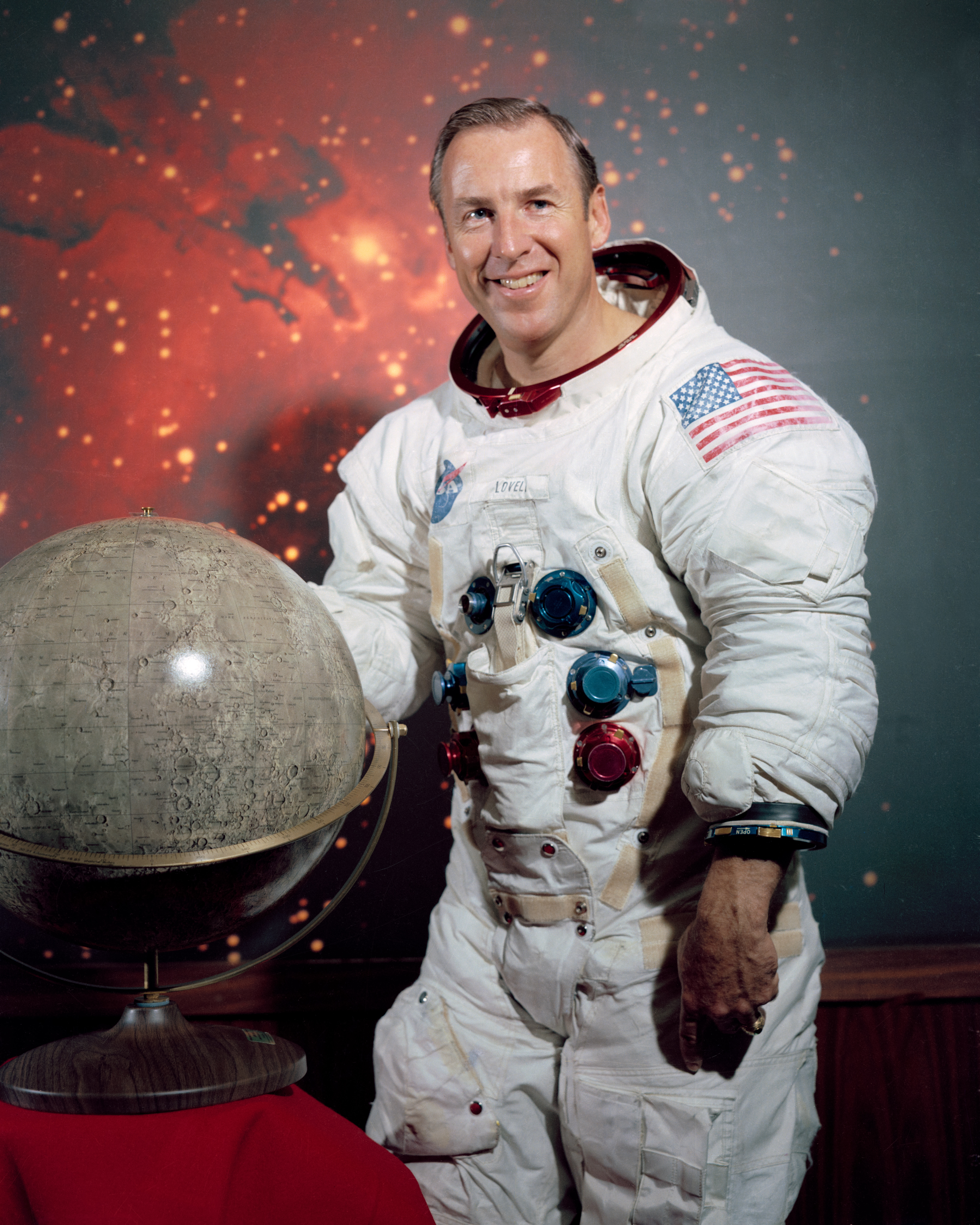
Джим Ловелл

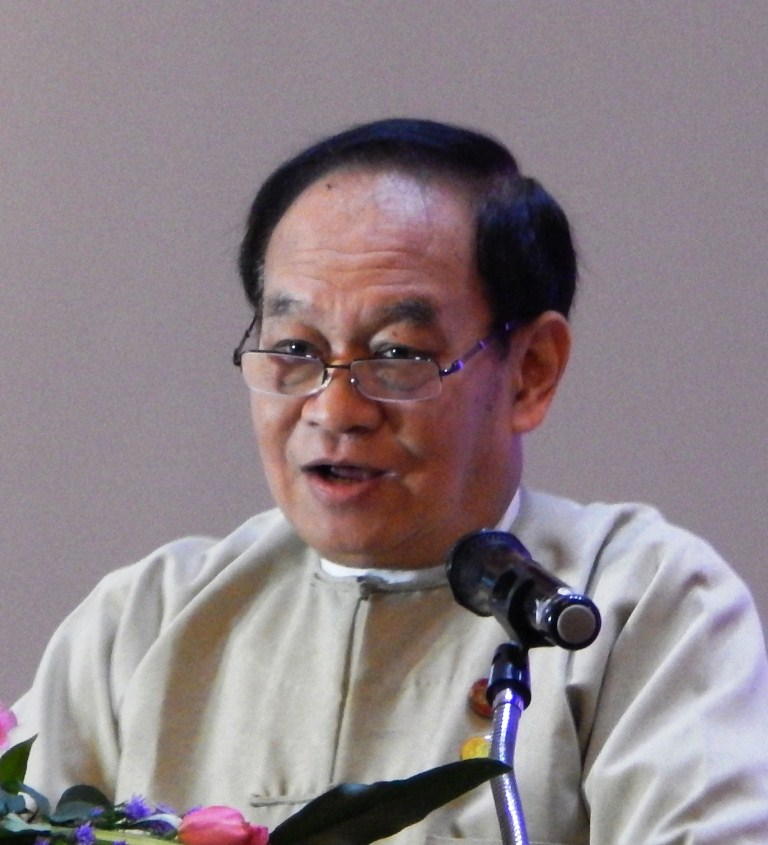
Мьин Шве

- Актан, Умит[тур.] (76) — турецкий спортивный комментатор, журналист и писатель .
- Делавари, Джасем[англ.] (38) — иранский боксёр, бронзовый призёр чемпионата Азии (2013) .
- Джюрич, Неманя[серб.] (89) — югославский сербский баскетболист, серебряный призёр чемпионата мира (1963, 1967) .
- Дионисий (Мандалос) (72) — греческий монах, иерарх Элладской православной церкви, митрополит Коринфский[греч.] (с 2006)[11].
- Клопфер, Соня (90) — американская фигуристка, призёр чемпионатов мира (1951, 1952) .
- Кужугет, Мария Амын-ооловна (70) — советская и российская поэтесса и писательница, народная писательница Республики Тыва (2022) .
- Ловелл, Джим (97) — американский астронавт[12].
- Муса, Ибрагим[англ.] (?) — нигерийский политический деятель, сенатор (2011—2015) .
- Пиро, Освальдо (88) — аргентинский бандонеонист, дирижёр, аранжировщик и композитор танго .
- Сергеев, Алексей Владимирович (53) — советский и российский регбист, игрок национальной сборной .
- Флиер, Андрей Яковлевич (74) — российский культуролог, сын Якова Флиера .
- Мьин Шве (74) — мьянманский политик, вице-президент (с 2016), и. о. президента (2018, 2021—2024)[13].

### 6 августа

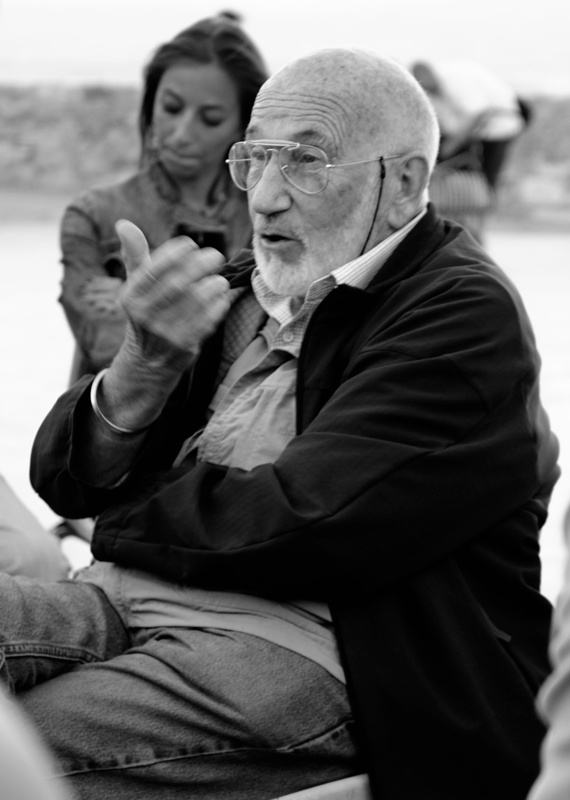
Джанни Беренго Гардин

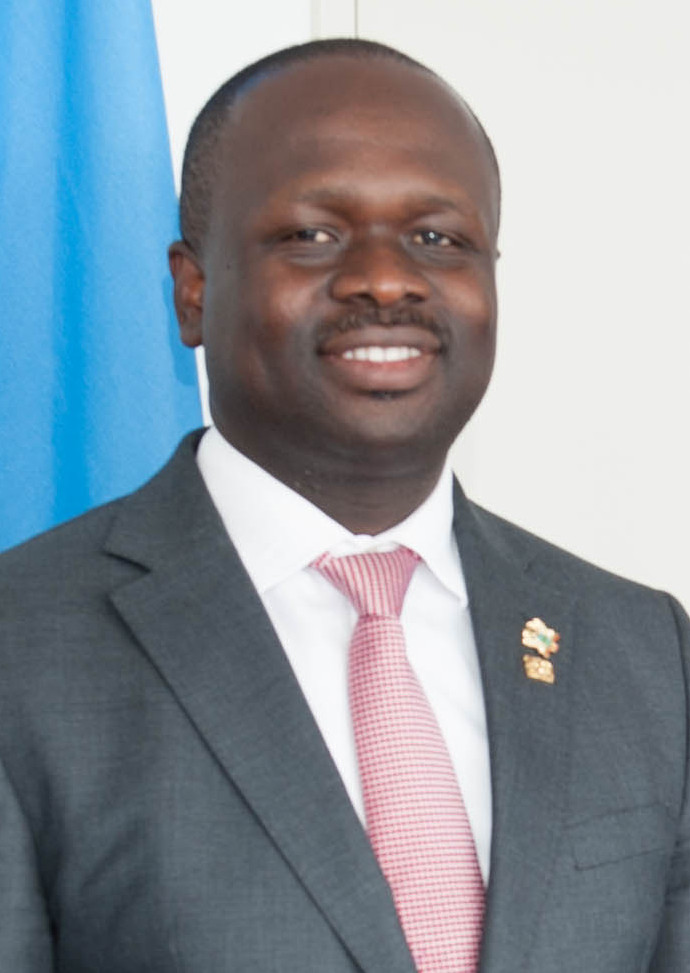
Эдвард Оман Боама

Архиепископ Август Крузе

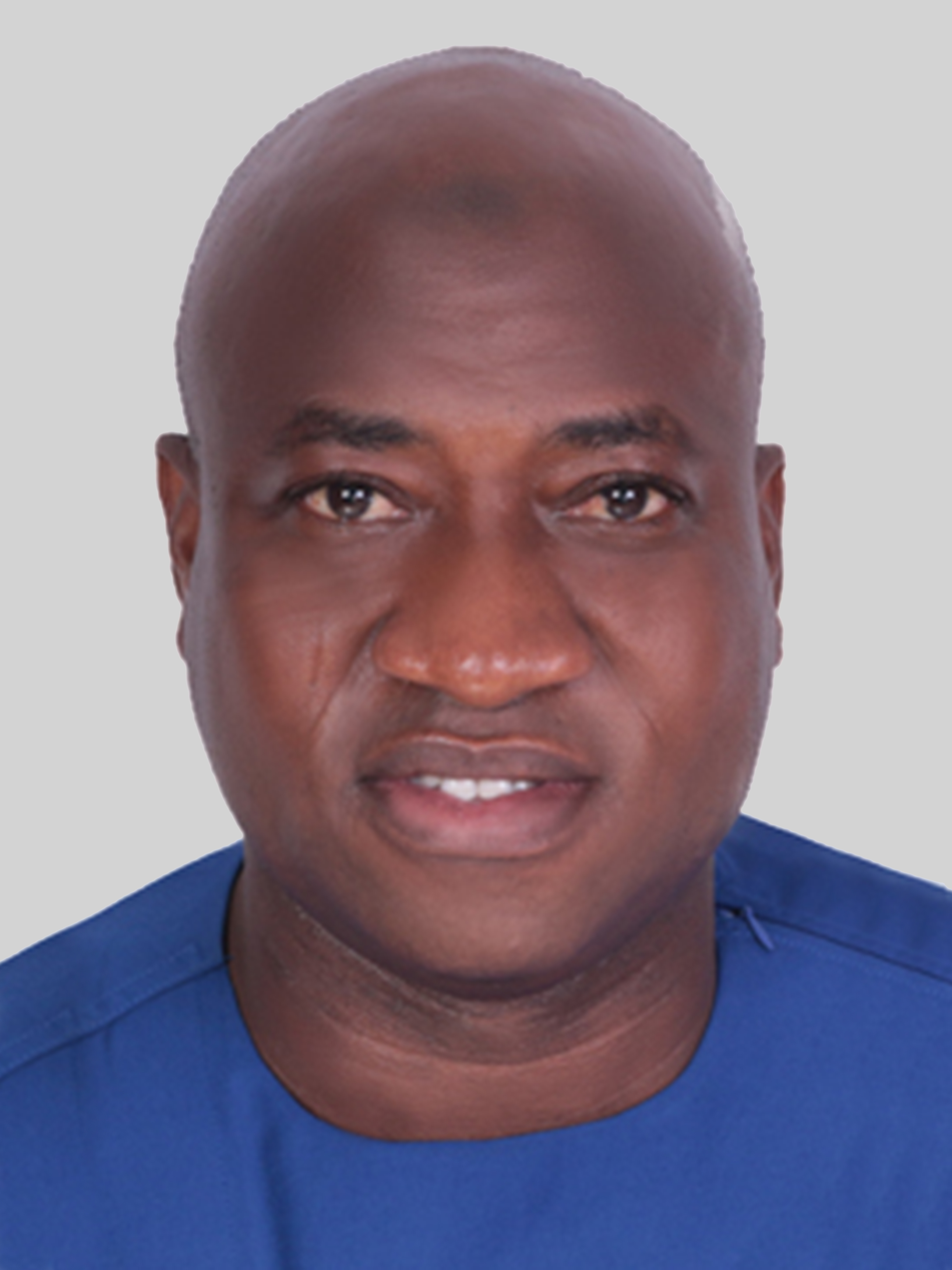
Муртала Ибрагим Мухаммед

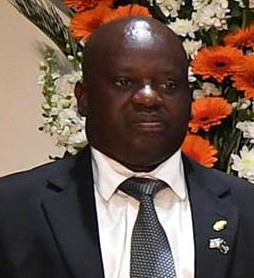
Йоб Ндугаи

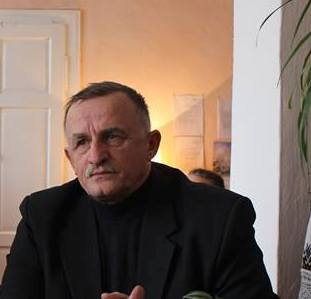
Анатолий Томкив

- Белоцерковец, Владимир Сергеевич (25) — украинский футболист .
- Беренго Гардин, Джанни (94) — итальянский фотограф .
- Бингем, Салли[англ.] (88) — американская писательница .
- Боама, Эдвард Оман (50) — ганский политик, министр связи (2013—2017), министр обороны (с 2025); крушение вертолёта .
- Демир, Мустафа (64) — турецкий архитектор и политический деятель, министр градостроительства и окружающей среды (2009—2011), мэр Самсуна (2019—2024) .
- Зубков, Андрей Михайлович (78) — советский и российский математик[14].
- Крузе, Август Генрихович (84) — российский религиозный деятель, архиепископ Евангелическо-лютеранской церкви России, Украины, Казахстана и Средней Азии (2009—2012) .
- Мамий, Руслан Гилимович (88) — советский и российский литературовед, заслуженный деятель науки Российской Федерации (2009) .
- Мамедов, Ариф (42) — азербайджанский мастер боевых искусств, 3-кратный чемпион мира и 5-кратный чемпион Европы по карате (о смерти стало известно в этот день)[15].
- Мохаммед, Ибрагим Мурталу (50) — ганский политик, депутат Парламента (с 2021), министр окружающей среды, науки, технологий и инноваций (с 2025); крушение вертолёта .
- Ндугаи, Йоб (65) — танзанийский политик, спикер Национального собрания (2015—2022) .
- Обейд, Сулейман[араб.] (41) — палестинский футболист, игрок национальной сборной; авиаудар .
- Палмьери, Эдди[англ.] (88) — американский музыкант, джазовый пианист и композитор .
- Раленков, Крыстьо (60) — болгарский поэт .
- Серова, Сусанна Павловна (91) — советская и российская актриса, педагог, заслуженный деятель искусств Российской Федерации (2004) .
- Томкив, Анатолий Николаевич (71) — советский и украинский журналист и писатель .
- Филипенко, Станислав Бахстасович[укр.] (87) — украинский цирковой артист .
- Эллиотт, Питер[англ.] (81) — австралийский католический прелат, вспомогательный епископ Мельбурна (2007—2018) .
- Яндаков, Леонид Логинович (91) — советский и российский луговомарийский прозаик и драматург, народный писатель Республики Марий Эл (2008)[16].

### 5 августа

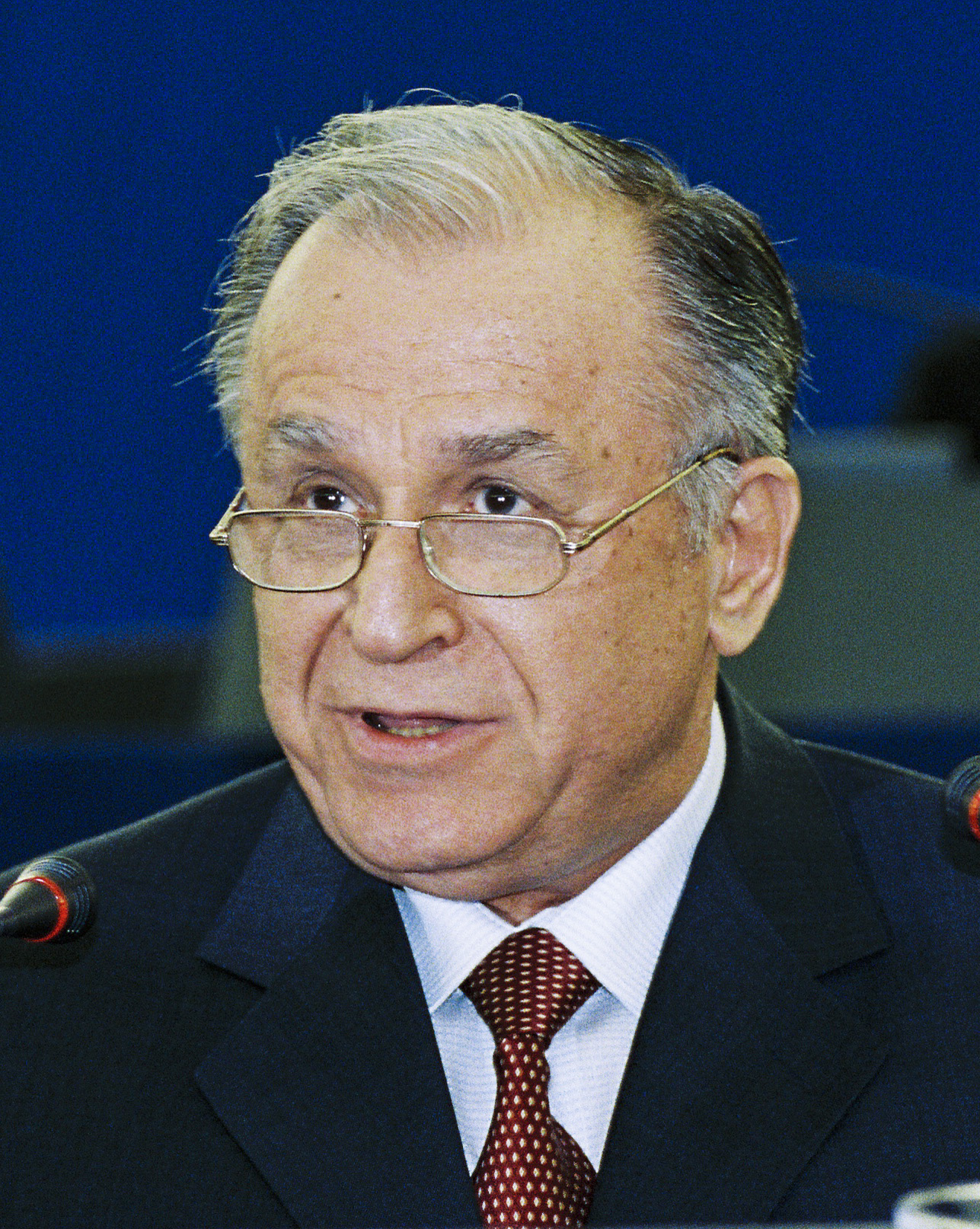
Ион Илиеску

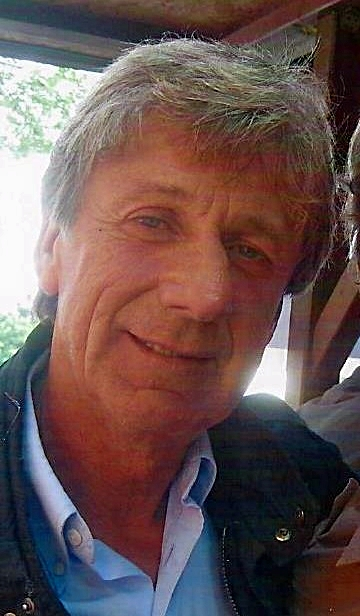
Франк Милль

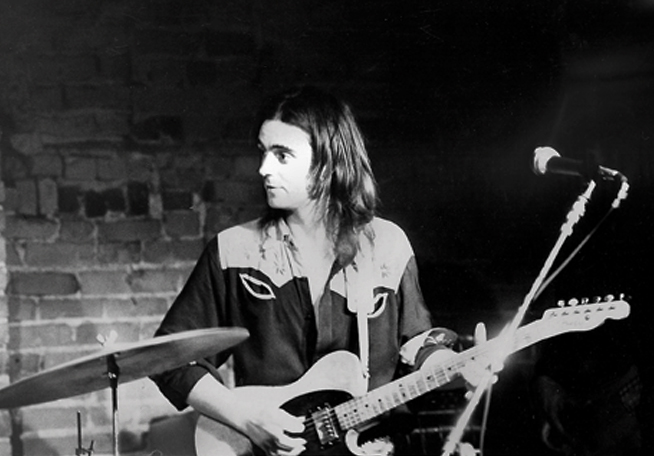
Терри Рид

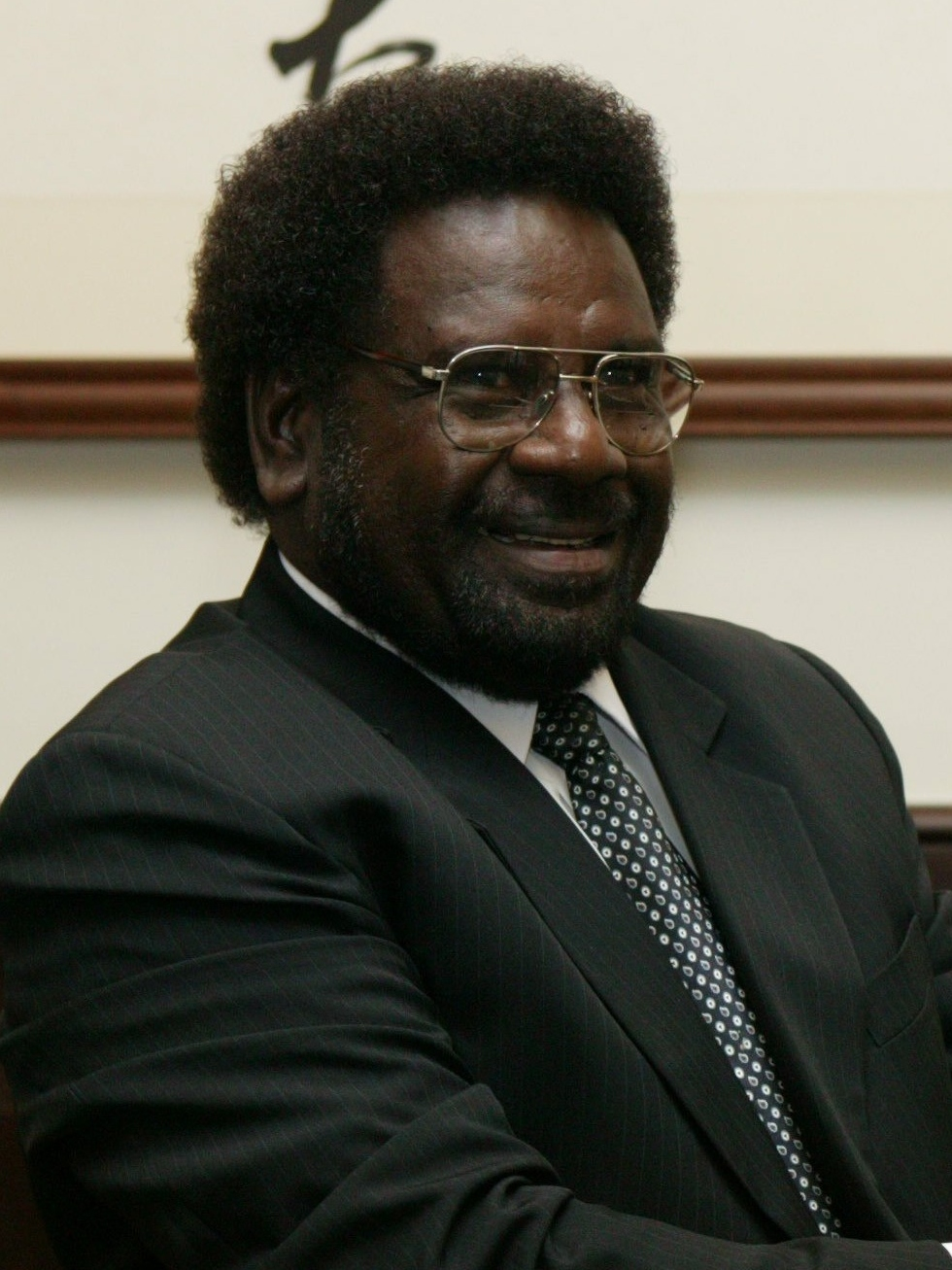
Снайдер Рини

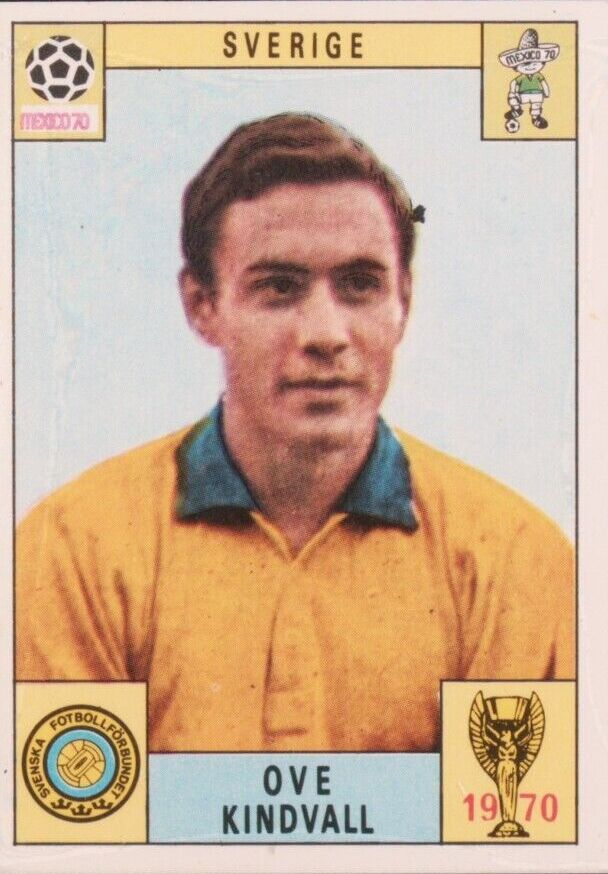
Уве Чиндвалль

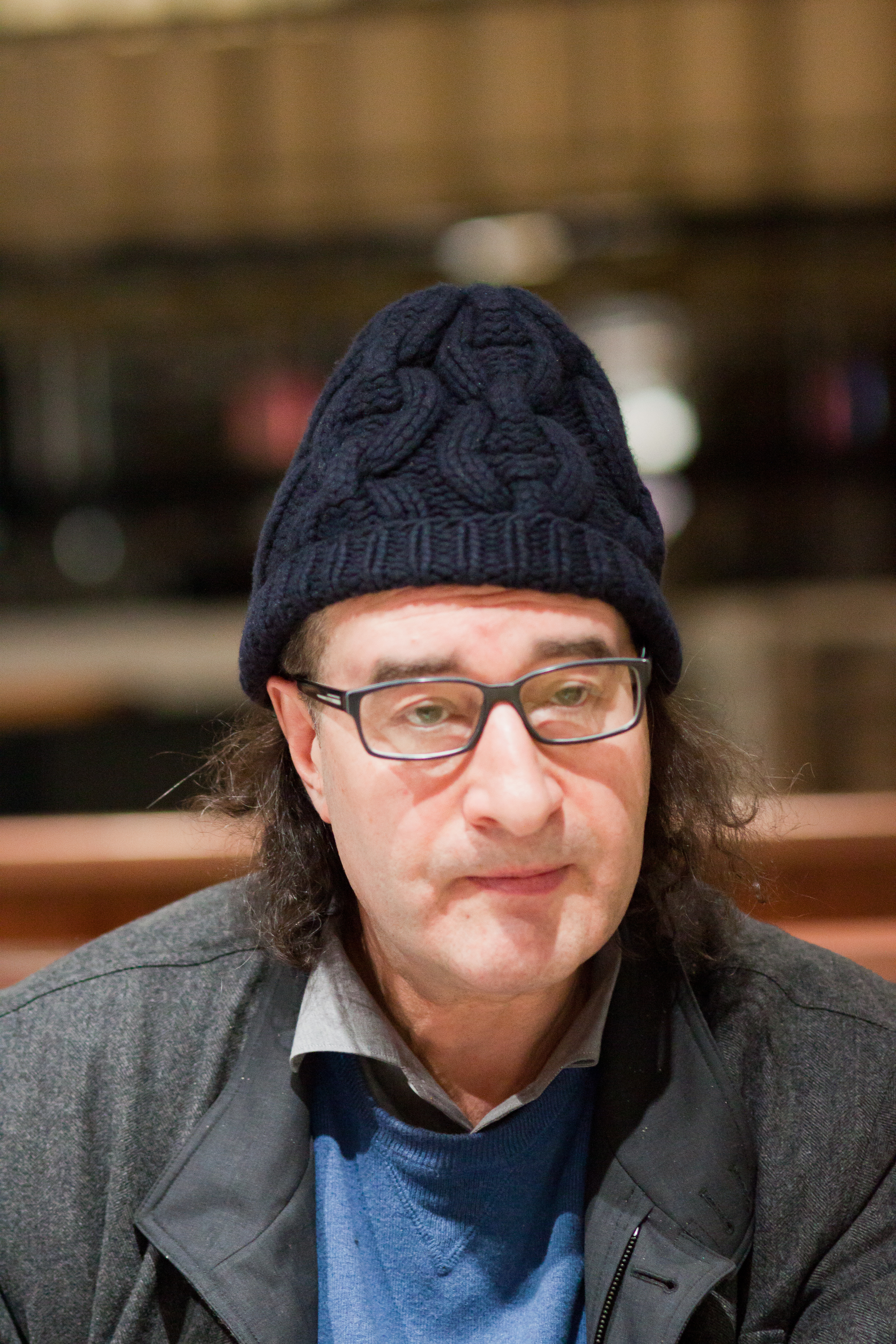
Борис Юхананов

- Баларадж, Сантош[англ.] (38) — индийский актёр .
- Ван Хов, Франсин (83) — французская художница .
- Волчановский, Валерий Фёдорович (71) — советский и российский футболист и футбольный тренер .
- Гришин, Александр Викторович (47) — российский спортивный телекомментатор; несчастный случай .
- Дутов, Вячеслав Викторович (63) — российский фаготист, заслуженный артист Российской Федерации (2005)[17].
- Илиеску, Ион (95) — румынский политический и государственный деятель, президент (1990—1996, 2000—2004), сенатор (1996—2008) .
- Кошта, Жорже (53) — португальский футболист и футбольный тренер, игрок национальной сборной, бронзовый призёр чемпионата Европы (2000) .
- Кузехканани, Парвиз[перс.] (96) — иранский футболист, игрок национальной сборной .
- Лабанд, Джон[англ.] (78) — южноафриканский историк .
- Малик, Сатья Пал[англ.] (79) — индийский политический и государственный деятель, депутат Раджья сабхи (1980—1989) и Лок сабхи (1989—1991), губернатор Джамму и Кашмира (2018—2019), Гоа (2019—2020) и Мегхалаи (2020—2022) .
- Милль, Франк (67) — немецкий футболист, игрок национальной сборной, чемпион мира (1990) .
- Мухин, Александр Васильевич (81) — украинский кинооператор, художник и писатель .
- Нечипорук, Николай Васильевич (72) — украинский учёный-радиотехник, ректор ХАИ (2018—2023) .
- Рид, Терри (75) — британский рок-музыкант и певец (о смерти объявлено в этот день) .
- Рини, Снайдер (77) — политический деятель Соломоновых Островов, премьер-министр (2006) .
- Сафронов, Владимир Алексеевич (84) — советский и российский актёр, режиссёр и телеведущий, народный артист Российской Федерации (2006) .
- Фатумата Диалло, Кейта[англ.] (82) — первая леди Мали (1960—1968) .
- Хасимото, Томохико[яп.] (47) — японский рестлер и дзюдоист .
- Чёрный, Евгений Давыдович (90) — советский и российский геолог, заслуженный геолог РСФСР .
- Чиндвалль, Уве (82) — шведский футболист, игрок национальной сборной .
- Юсиф, Шидрак[араб.] (83) — иракский футболист, игрок национальной сборной .
- Юхананов, Борис Юрьевич (67) — советский и российский театральный режиссёр, художественный руководитель Электротеатра Станиславский (с 2013) .
- Яакоби, Офер (64) — израильский баскетболист, игрок национальной сборной .

### 4 августа

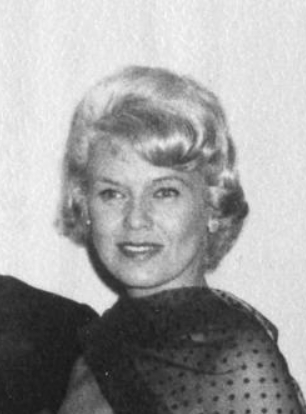
Джейн Морган

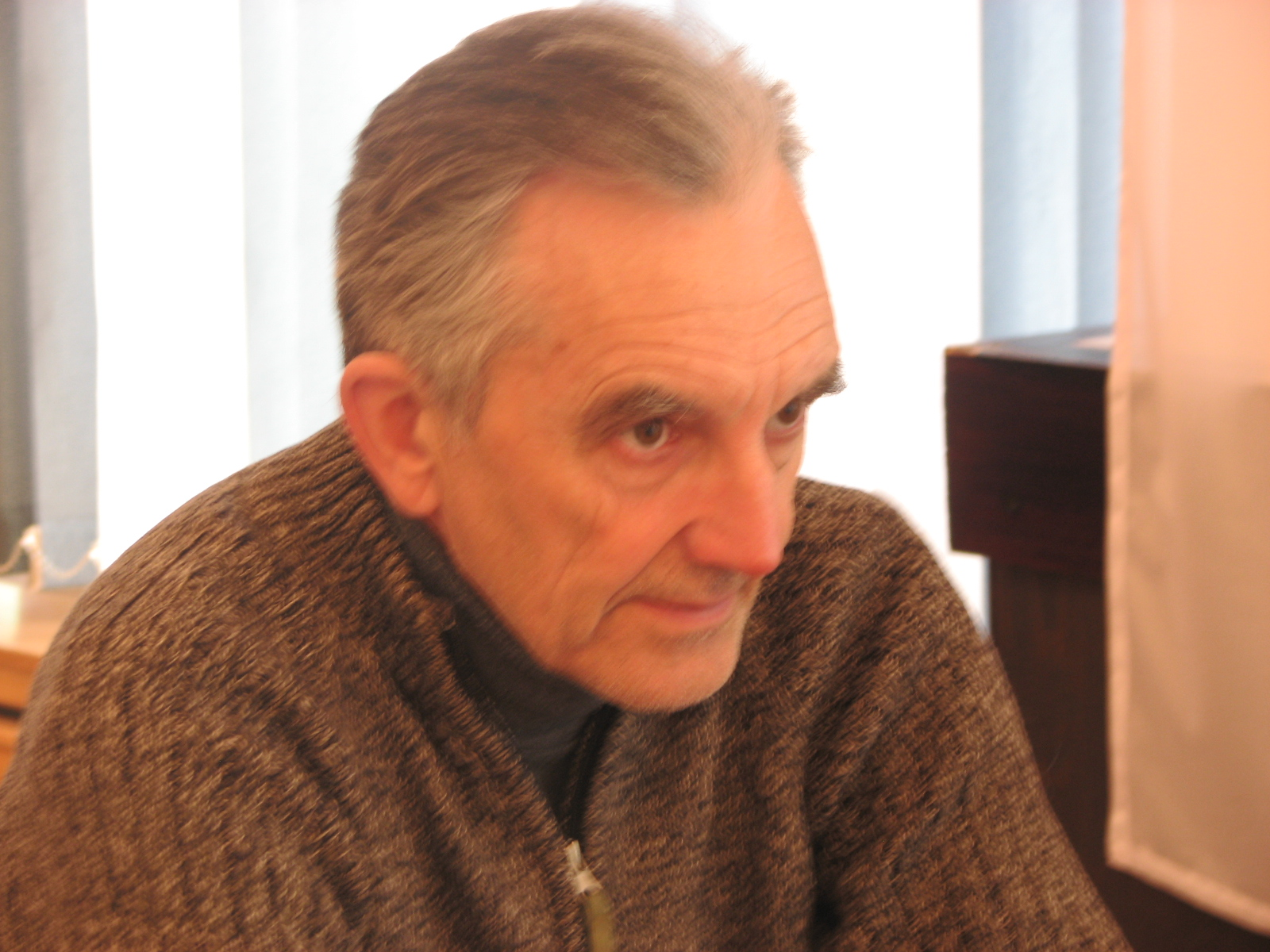
Райво Рист

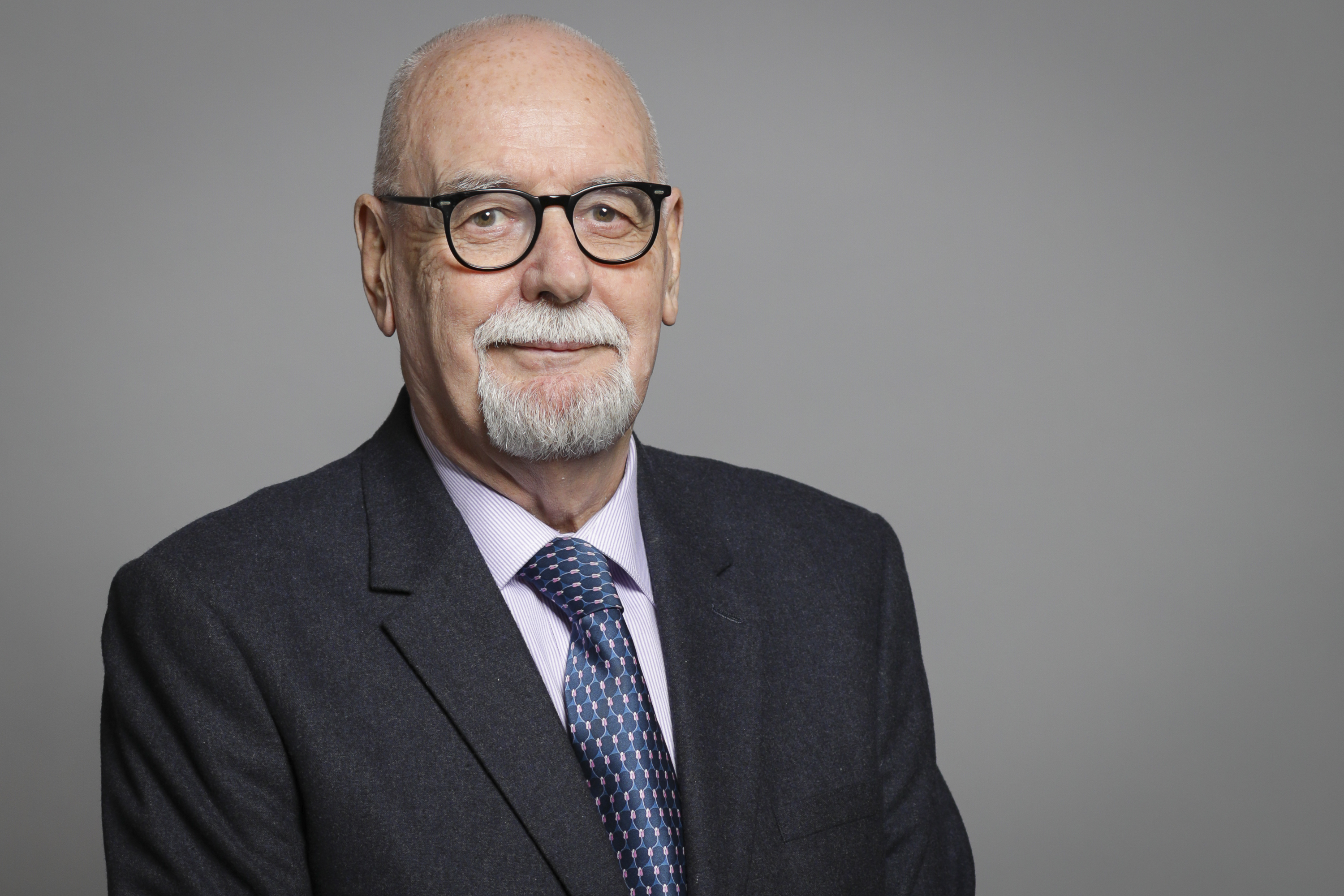
Лоуренс Сойер

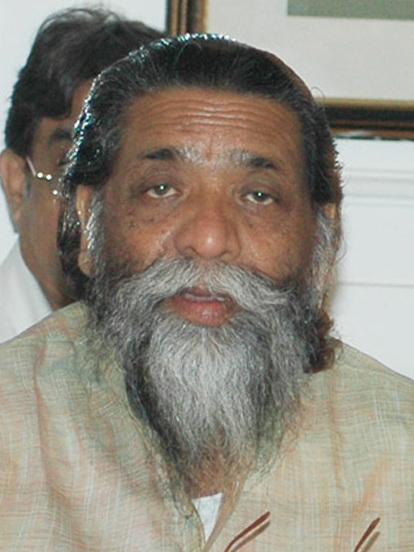
Шибу Сорен

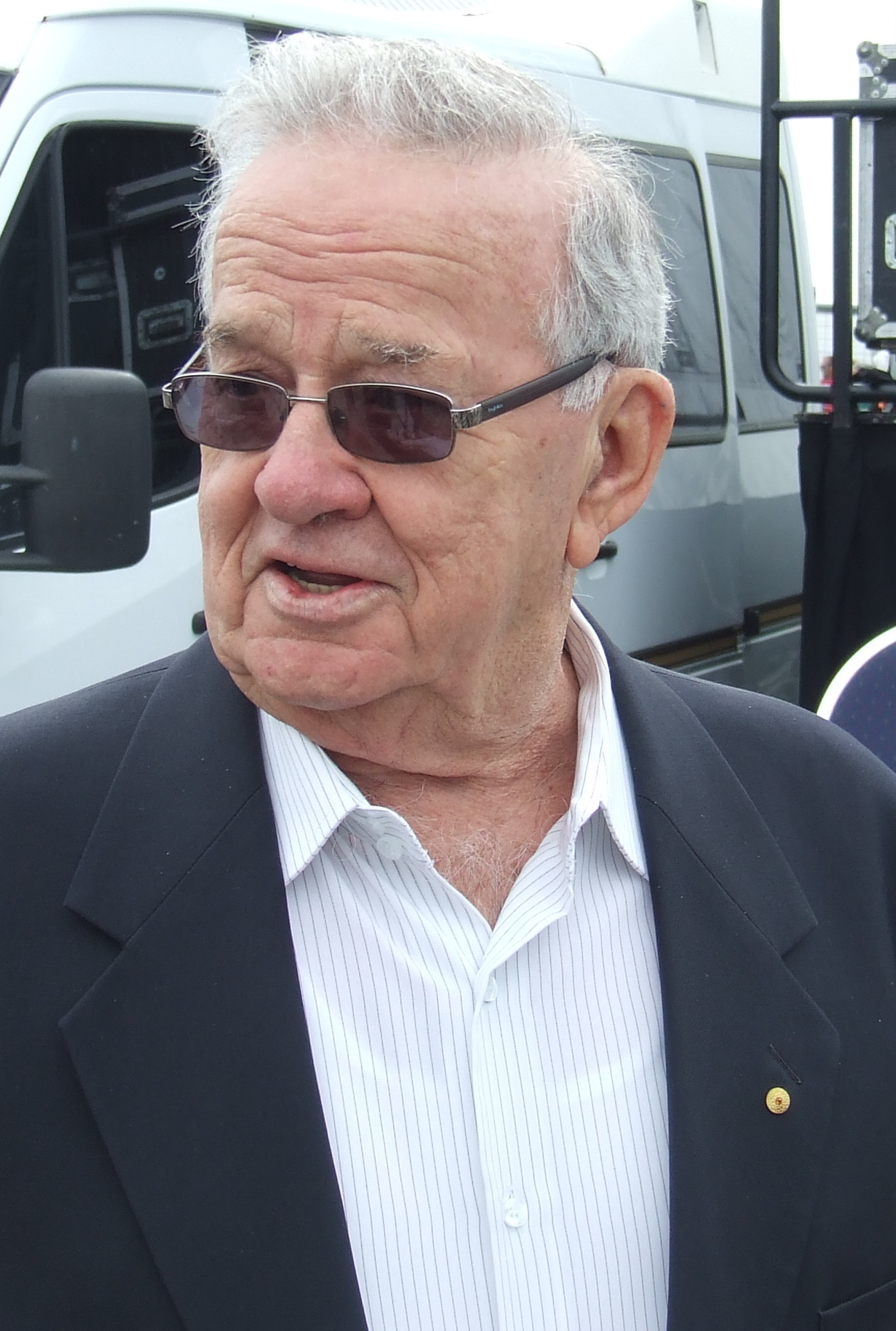
Лео Хильшер

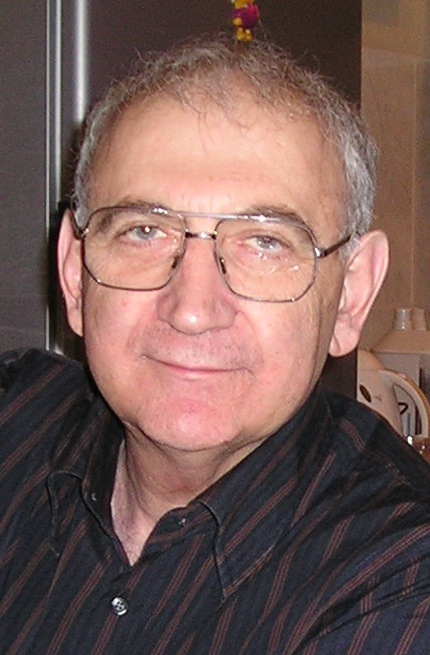
Эльдар Шенгелая

- Бонамико, Марко (68) — итальянский баскетболист, серебряный призёр Олимпийских игр (1980), чемпион Европы (1983)[18].
- Джейн Морган (101) — американская певица и актриса[19].
- Казиева, Хамис Абдусаламовна (93) — советский и российский педагог и общественный деятель, Герой Социалистического Труда (1968)[20].
- Кондрашкин, Виктор Николаевич (75) — советский и российский актёр, заслуженный артист Российской Федерации (1994) .
- Курто, Ролан[фр.] (82) — французский политический деятель, сенатор (1980—2020)[21].
- Лугинин, Сергей Александрович (62) — советский и российский художник, заслуженный художник Российской Федерации (2014)[22].
- Моррисон, Джордж (102) — ирландский режиссёр .
- Прат, Итамар (92) — израильский поэт .
- Рист, Райво (78) — эстонский шашист[23].
- Сойер, Том, барон Сойер (82) — британский государственный деятель, член Палаты лордов (с 1998) (о смерти объявлено в этот день)[24].
- Сон Ён Гю[кор.] (55) — южнокорейский актёр .
- Сорен, Шибу (81) — индийский государственный и политический деятель, депутат Лок сабхи (1980—1984, 1989—1998, 2002—2019), депутат Раджья сабхи (с 2020)[25].
- Уэйл, Джеймс[англ.] (74) — британский радио- и телеведущий[26].
- Хильшер, Лео (98) — австралийский экономист и государственный деятель .
- Чу Ван Минь, Лаврентий[вьет.] (81) — вьетнамский католический прелат, вспомогательный архиепископ Ханоя (2008—2019) .
- Шенгелая, Эльдар Николаевич (92) — советский и грузинский кинорежиссёр и сценарист, народный артист СССР (1988)[27].

### 3 августа

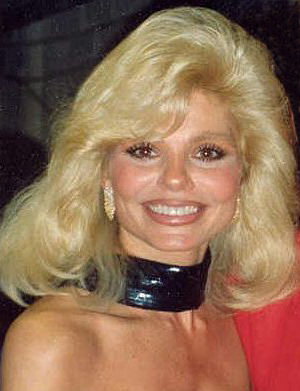
Лони Андерсон

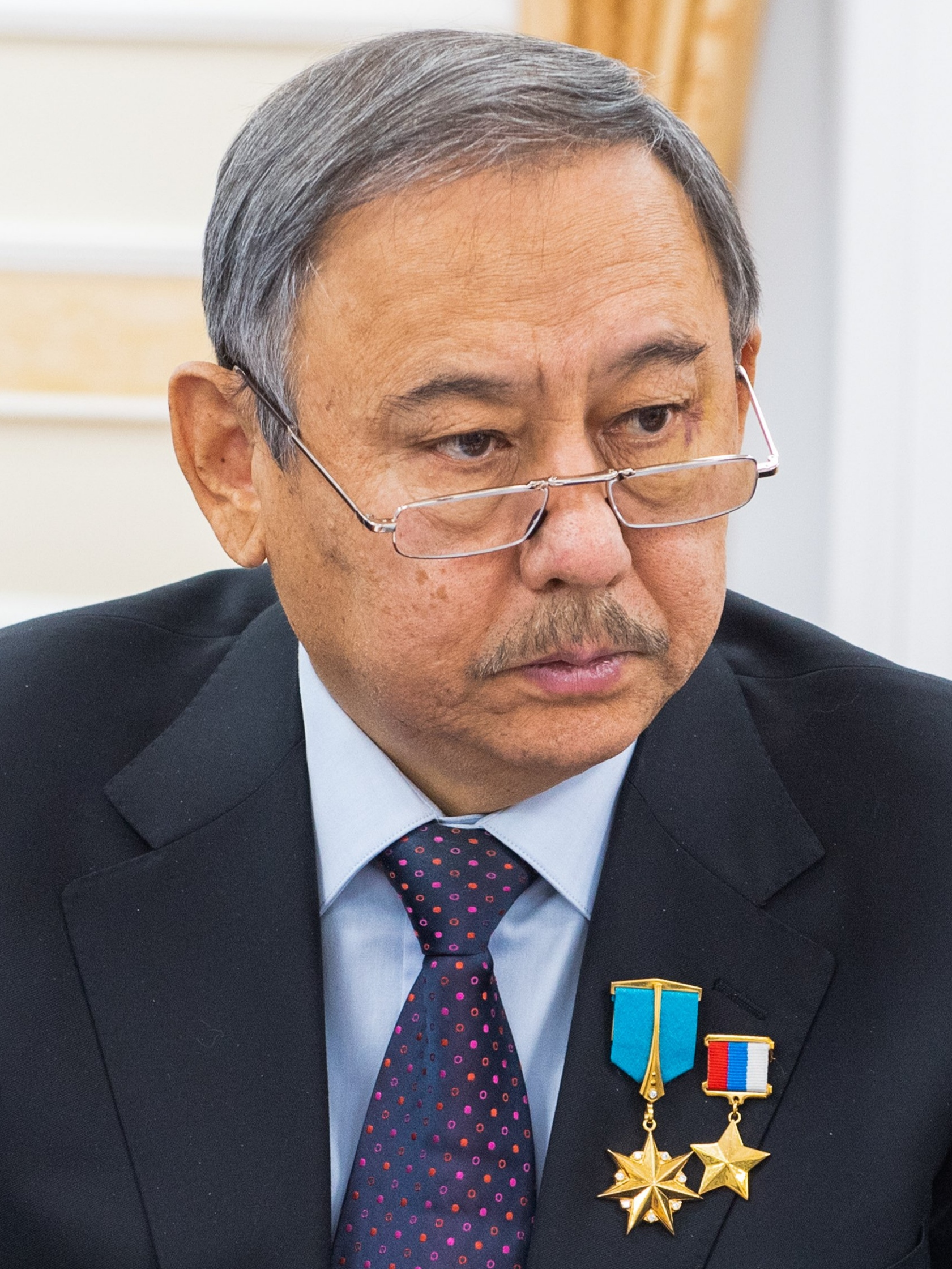
Талгат Мусабаев

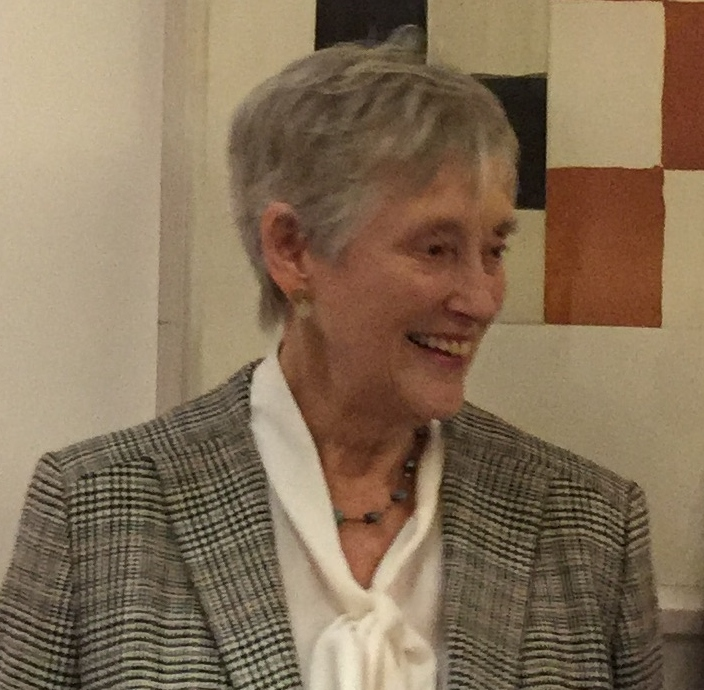
Стелла Римингтон

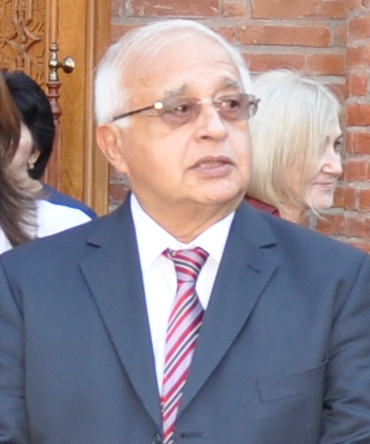
Эльчин Эфендиев

- Ананд, Сатьяпал (94) — индийский и американский писатель, поэт и литературный критик[28].
- Андерсон, Лони (79) — американская актриса[29].
- Анджелини, Нандо[итал.] (91) — итальянский актёр .
- Бэко, Сэм[англ.] (64) — австралийский регбист[30].
- Геворгян, Эльмира Михайловна (93) — советский и армянский невролог, заслуженный врач Республики Армения (2012)[31].
- Кавадарков, Кирил[болг.] (81) — болгарский актёр .
- Калема, Рода[англ.] (96) — угандийский политический деятель, депутат Парламента (1994—1996)[32].
- Капути, Федерико[итал.] (75) — итальянский футболист и футбольный тренер[33].
- Кэннон, Лори (74) — американская ЛГБТ-активистка и пропагандистка борьбы со СПИДом[34].
- Ланкастер, Джейн[англ.] (89) — американский антрополог[35].
- Лобингер, Фриц[нем.] (96) — немецкий католический прелат, епископ Аливал-Норта (1987—2004)[36].
- Маландрино, Джузеппе (94) — итальянский католический прелат, епископ Ачиреале (1979—1998) и Ното (1998—2007)[37].
- Мусабаев, Талгат Амангельдиевич (74) — казахстанский космонавт, Герой Российской Федерации (1994), Народный Герой Казахстана (1995)[38].
- Римингтон, Стелла (90) — британская писательница, генеральный директор MI5 (1992—1996)[39].
- Сидоренко, Борис Алексеевич (85) — советский и российский кардиолог и терапевт, заслуженный деятель науки Российской Федерации (1995)[40].
- Спада, Эрколе[итал.] (88) — итальянский дизайнер автомобилей[41].
- Теемаль, Деорооп[англ.] (69) — тринидадский политический деятель, сенатор (с 2018)[42].
- Тюшкевич, Степан Андреевич (107) — советский и российский историк и философ, заслуженный деятель науки РСФСР (1988), генерал-майор (1976)[43].
- Уэстон, Хилари[англ.] (83) — канадский политический и государственный деятель, лейтенант-губернатор Онтарио (1997—2002) (о смерти объявлено в этот день)[44].
- Шамшер Али[англ.] (87) — бангладешский астрофизик, президент Академии наук Бангладеш (2004—2012)[45].
- Эфендиев, Эльчин Ильяс оглы (82) — азербайджанский прозаик, драматург, литературовед и политик, народный писатель Азербайджана (1998)[46].

### 2 августа

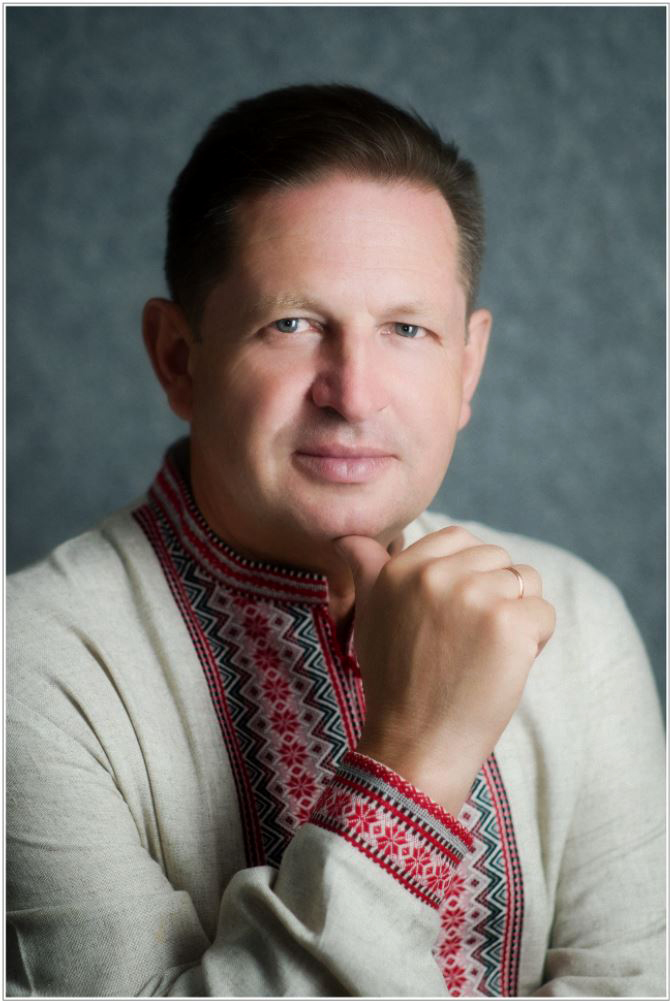
Александр Берестяный

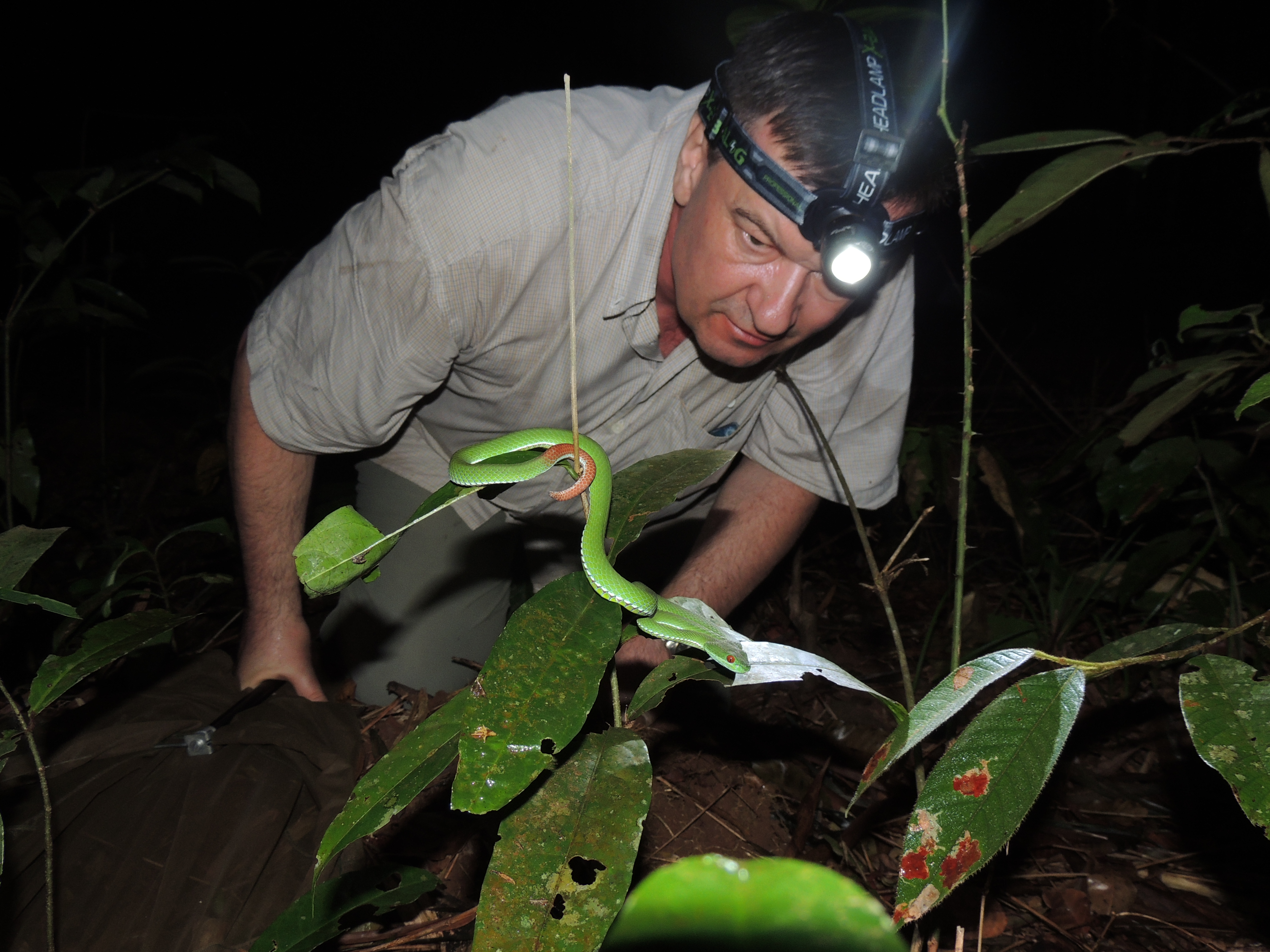
Дмитрий Васильев

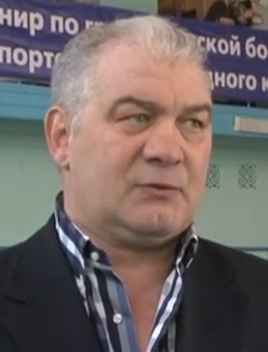
Владимир Попов

- Берестяный, Александр Николаевич (70) — советский и украинский поэт и журналист[47].
- Борич, Груйо (87) — сербский военный деятель[48].
- Боровиц, Деди[ивр.] (84) — израильский предприниматель[49].
- Васильев, Дмитрий Борисович (61) — российский герпетолог и гельминтолог[50].
- Веселовский, Петер (60) — чехословацкий хоккеист, бронзовый призёр Олимпийских игр (1992) и чемпионата мира (1992)[51].
- Кан Ён Сик[кор.] (86) — южнокорейский политический деятель, депутат Национального собрания (1985—1988, 1992—2000)[52].
- М. К. Сану[англ.] (96) — индийский писатель, журналист и литературный критик[53].
- Мадхан Боб[англ.] (71) — индийский актёр и комик[54].
- Мак, Келли (33) — американская актриса[55].
- Перри, Эдсон (97) — бразильский ватерполист, участник Олимпийских игр (1952)[56].
- Попов, Владимир Альбертович (63) — советский борец греко-римского стиля, бронзовый призёр Олимпийских игр (1988), чемпион мира (1987)[57].
- Ротер, Зденко[словен.] (98) — словенский социолог (о смерти объявлено в этот день)[58].
- Сарнецкий, Норберт[пол.] (50) — польский скульптор (о смерти объявлено в этот день)[59].
- Эванс, Уокер[англ.] (86) — американский автогонщик[60].

### 1 августа

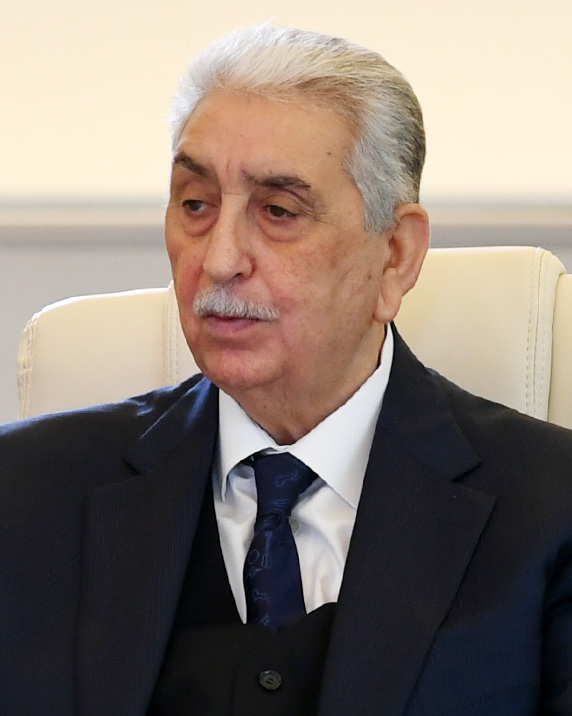
Ариф Бабаев

- Али, Рахаман (82) — американский боксёр, брат Мухаммеда Али[61].
- Бабаев, Ариф Имран оглы (87) — советский и азербайджанский ханенде, народный артист Азербайджанской ССР (1989)[62].
- Бутов, Виктор Альбертович (72) — советский и российский актёр[63].
- Деви, Васантхи[англ.] (86) — индийский научный и общественный деятель[64].
- Дивински, Даниэль[исп.] (83) — аргентинский писатель и юрист[65].
- Ерёмин, Юрий Иванович (81) — советский и российский режиссёр, народный артист РСФСР (1986)[66].
- Жалнин, Эдуард Викторович (86) — советский и российский агроном, заслуженный деятель науки Российской Федерации (2000)[67].
- Каплан, Джонатан (77) — американский режиссёр, сценарист и продюсер[68].
- Кинутани, Кодзи[яп.] (82) — японский художник[69].
- Лембер, Ира[эст.] (99) — эстонская писательница[70].
- Мостафави, Дариуш[перс.] (80) — иранский футболист, игрок национальной сборной, президент Федерации футбола Ирана (1994—1997)[71].
- Навас, Калабхаван[англ.] (51) — индийский актёр[72].
- Паэс, Франсиско Жозе (79) — бразильский и эквадорский футболист, игрок сборной Эквадора[73].
- Роньони, Глория[исп.] (81) — испанская актриса, режиссёр и сценарист[74].
- Сили, Джинни[англ.] (85) — американская певица, актриса и продюсер, обладательница премии «Грэмми» (1967)[75].
- Форлео, Романо[итал.] (91) — итальянский политический деятель, сенатор (1993—1994)[76].
- Хоссейниан, Мариам[перс.] (50) — иранская писательница[77].
- Чжоу Хэн (95) — китайский физик, академик КАН (1993)[78].